# Alexei Anatoljewitsch Nawalny

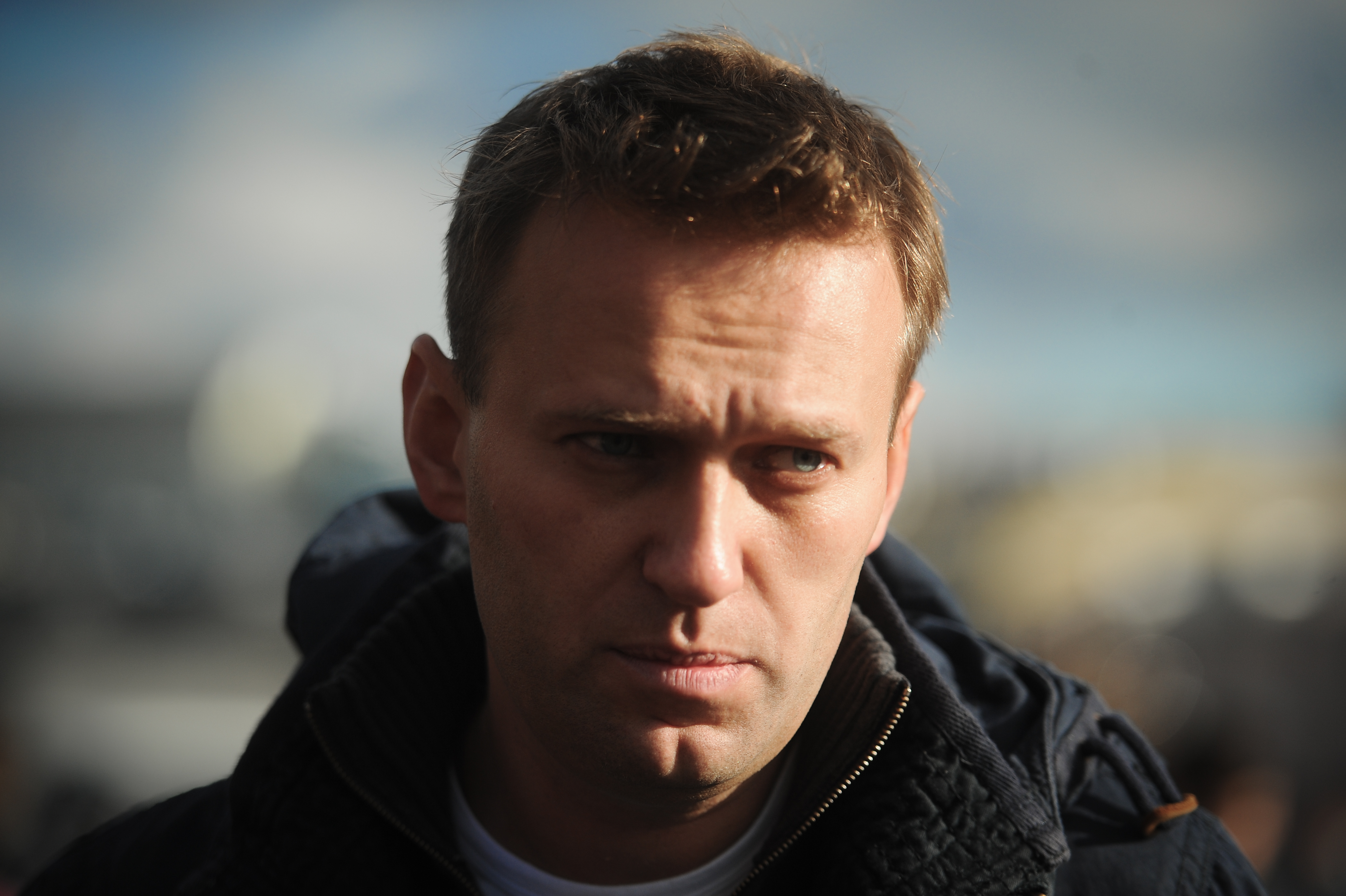
Alexei Nawalny (2011)

Alexei Anatoljewitsch Nawalny (russisch Алексей Анатольевич Навальный, wissenschaftliche Transliteration Aleksej Anatolʹevič Navalʹnyj; * 4. Juni 1976 in Butyn, Oblast Moskau, Russische SFSR, Sowjetunion; † 15. oder 16. Februar 2024 im Strafgefangenenlager in Charp, Autonomer Kreis der Jamal-Nenzen, Russland) war ein russischer Jurist, Dokumentarfilmer, Antikorruptions-Aktivist, Blogger und in seinen letzten Lebensjahren der führende Oppositionspolitiker gegen das autoritäre Regime Wladimir Putins.
Seit 2010 trat Nawalny als Kritiker der Korruption in seinem Land öffentlich in Erscheinung und machte das Putin-Regime dafür verantwortlich. Er trat bei der Oberbürgermeisterwahl in Moskau 2013 an und wollte 2018 auch bei der Präsidentschaftswahl kandidieren, wurde davon aber ausgeschlossen. Er sah sich zunehmend Repressionen des Staatsapparats ausgesetzt, wurde kriminalisiert, immer wieder festgenommen und mehrfach zu Haftstrafen verurteilt, die zur Bewährung ausgesetzt wurden.
Im August 2020 verübten Mitarbeiter des russischen Geheimdienstes FSB mit einem Nervenkampfstoff einen lebensgefährlichen Giftanschlag auf Nawalny. Anfang 2021, bei seiner Rückkehr aus Berlin, wo er medizinisch behandelt worden war, wurde er inhaftiert und zu langjährigen Haftstrafen verurteilt. Die russische Gefängnisverwaltung meldete am 16. Februar 2024 seinen Tod. Russische Oppositionelle sowie westliche Politiker und Medien werfen der russischen Regierung und explizit Putin die Ermordung Nawalnys vor.
Jede Erwähnung des Namens Nawalny oder eines seiner Symbole wie ein rotes Ausrufezeichen kann in Russland wegen angeblichen „Extremismus“ bestraft werden.

## Leben

### Privatleben und Bildungsweg
Alexei Nawalny wurde am 4. Juni 1976 in Butyn bei Golizyno westlich von Moskau geboren. Er war ukrainisch-russischer Abstammung. Sein Vater Anatoli Nawalny stammte aus Salissja, einem Dorf in der Nähe der Grenze zu Belarus im Rajon Iwankiw in der Oblast Kiew in der Ukraine. Nawalny wuchs in Obninsk etwa 100 km südwestlich von Moskau auf und verbrachte in seiner Kindheit die Sommerferien bei seiner Großmutter in der Ukraine. Nawalny hatte einen sieben Jahre jüngeren Bruder namens Oleg.
1998 absolvierte Nawalny das Studium der Rechtswissenschaften an der Russischen Universität der Völkerfreundschaft und 2001 das Studium Wertpapiere und Börsenwesen an der Finanzuniversität der Regierung der Russischen Föderation in Moskau. Nach Empfehlungen von Schachweltmeister Garri Kasparow sowie von Jewgenija Albaz, Sergei Gurijew und Aleh Zywinski erhielt Nawalny 2010 ein viermonatiges Stipendium für aufstrebende Führungskräfte an der US-Eliteuniversität Yale und nahm am „Greenberg World Fellows Program“ teil, das sich bemüht, ein „globales Netzwerk zur internationalen Verständigung“ zu schaffen.

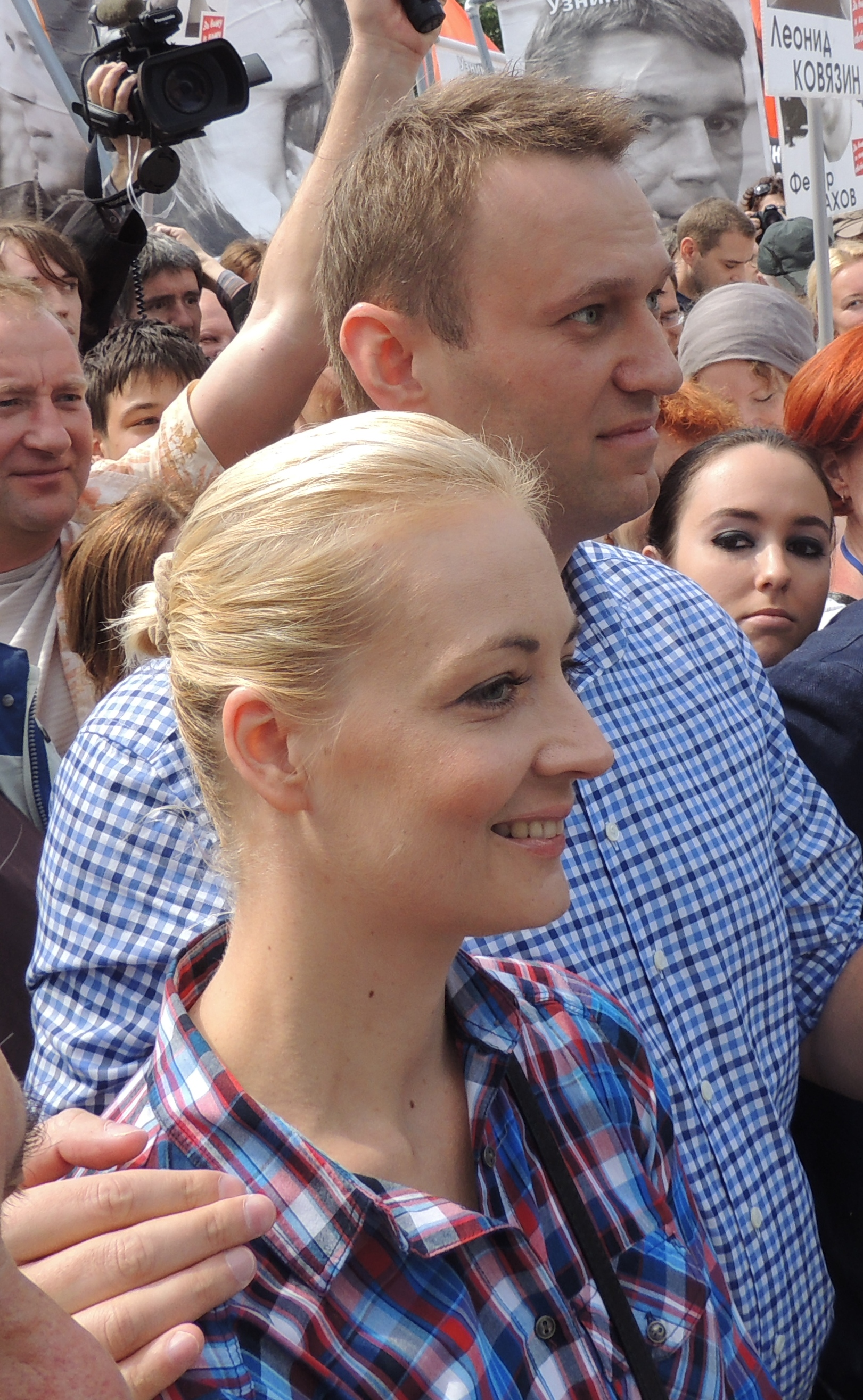
Nawalny und seine Frau Julija (Moskau, 2013)

Nawalny war mit Julija Nawalnaja, geborene Abrossimowa, verheiratet. Das Paar hat eine Tochter, die mit einem Stipendium an der Stanford University studiert, und einen Sohn.

### Anwaltszulassung
Im Jahr 2009 wurde Nawalny als Rechtsanwalt zugelassen und unter der Registriernummer 43/547 Mitglied der Rechtsanwaltskammer der Oblast Kirow. Bereits seit 1998 war Nawalny als Jurist in verschiedenen russischen Unternehmen tätig gewesen. Aufgrund seines Umzuges nach Moskau gab er 2010 die Mitgliedschaft in der Rechtsanwaltskammer der Oblast Kirow auf und wurde stattdessen in der Rechtsanwaltskammer der Stadt Moskau unter der Registriernummer 77/9991 zugelassen. Nachdem das Urteil im Fall Kirowles in Kraft trat, entzog die Rechtsanwaltskammer der Stadt Moskau Nawalny im November 2013 den Status als Rechtsanwalt.

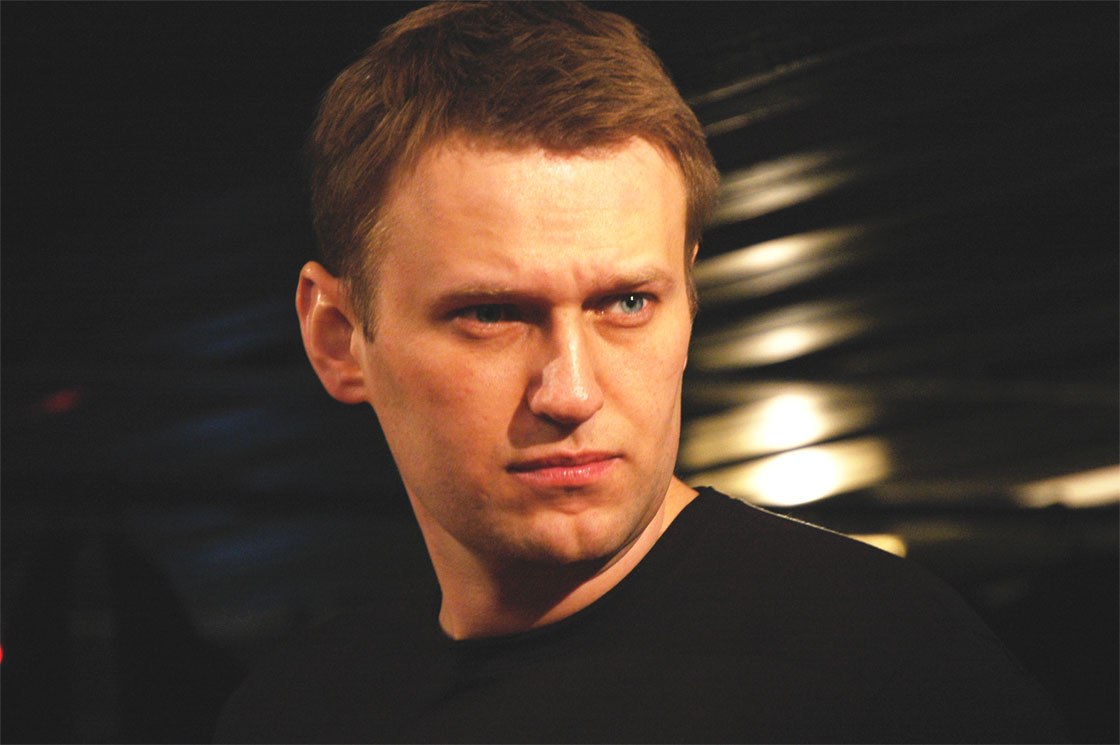
Alexei Nawalny (2007)

### Politisches Wirken
Nawalny trat 1999 der Partei Jabloko (deutsch „Apfel“) bei, einem Sammelbecken demokratisch-liberaler Kräfte. Nawalny war acht Jahre lang Mitglied der Partei, auch Mitglied des Vorstands. Nachdem die Partei bei den Parlamentswahlen 2007 nur noch 1,6 % der Stimmen erhalten und dadurch ihre letzten Abgeordneten verloren hatte, übte Nawalny öffentlich massive Kritik am Gründer und Vorsitzenden der Partei, Grigori Jawlinski. Nach einem internen Treffen der Parteispitze wurde er aus der Partei ausgeschlossen. Jawlinski begründete den Ausschluss mit nationalistischen und fremdenfeindlichen Äußerungen Nawalnys. Nach der Ausschlusserklärung verabschiedete sich Nawalny mit dem nationalistischen Gruß „Ehre sei Russland“ von der Partei. Zuvor hatte er 2005 zusammen mit Marija Gaidar (Tochter des 2009 verstorbenen Politikers Jegor Gaidar) die Bewegung „Da!“ („Ja!“) gegründet, die unter anderem mit landesweiten öffentlichen Diskussionen zu politischen Themen auf sich aufmerksam machte.

#### Aufdeckung von Korruption unter Eliten
Nawalny arbeitete vorwiegend als Jurist in meist von ihm selbst angestrebten Gerichtsverfahren wegen Veruntreuung von Staatsgeldern durch Beamte und Angestellte nach Paragraph 160 des Strafgesetzbuches der Russischen Föderation. Nach 45 von 75 auf seine Anzeige hin eröffneten Verfahren (Stand Dezember 2011) wurden knapp 40 Milliarden Rubel (seinerzeit knapp eine Milliarde Euro) in die Staatskasse überführt. Er war Minderheitsaktionär mehrerer staatsnaher oder größtenteils staatseigener Betriebe. Dadurch hatte er das Recht, die Offenlegung der Tätigkeiten der Gesellschaftsleitung zu verlangen, was jedoch durch die Geschäftsleitung der Betriebe oft gesetzeswidrig verhindert wurde. Ferner kritisierte Nawalny oft die Polizei, zum Beispiel im Fall von Sergei Magnitski.
Im November 2010 veröffentlichte Nawalny vertrauliche Dokumente von Transneft. Es handelte sich laut Nawalny um Originaldokumente, die bewiesen, dass die Geschäftsleitung von Transneft etwa vier Milliarden US-Dollar veruntreut hatte. Diese illegalen Aktivitäten sollen von Wladimir Putin koordiniert worden sein. Am 21. Juni 2011 reichte Alexei Nawalny gegen die Gründung der Gesamtrussischen Nationalen Front Beschwerde bei der Generalstaatsanwaltschaft ein. Anfang des Jahres 2011 startete Nawalny die Webseite „RosPil“, die der Öffentlichkeit nicht nur Kopien von öffentlichen Dokumenten mit Korruptionsverdacht zugänglich machen soll, sondern Leser auch einlädt, selbst die geposteten Dokumente zu untersuchen und ihre Einschätzung der Sachlage abzugeben. Innerhalb von wenigen Monaten wurden so unrechtmäßige staatliche Aufträge in Höhe von sieben Millionen Dollar auf öffentlichen Druck hin storniert. Wer jedoch die Arbeit gegen Korruption unterstützte, bekam Probleme; insbesondere jene angeblich gerade einmal 16 Personen (Stand 2013), die sich getraut haben sollen, öffentlich Geld zu spenden.
Im Jahr 2015 veröffentlichte Nawalny auf YouTube eine investigative Filmdokumentation namens Tschaika (übersetzt: „Möwe“, gleichzeitig Nachname des durch den Film angegriffenen Staatsanwalts), in der die Geschäftsinteressen der Familie des Generalstaatsanwalts Juri Jakowlewitsch Tschaika untersucht werden. Im Februar 2016 versuchte er, Präsident Putin persönlich wegen Korruption vor Gericht zu bringen. Es ging um Zahlungen des Staates an den Petro-Chemiekonzern Sibur, an dem Putins Schwiegersohn mit zirka 17 Prozent beteiligt ist. Das Gericht nahm die Klage aber nicht an. Nach Nawalnys im September 2016 veröffentlichten Recherchen, Ministerpräsident Dmitri Medwedew habe auf einem Datschengrundstück, für dessen Kauf und Sanierung ca. 400 Millionen Euro aus einem Erdgasgeschäft abgezweigt worden seien, einen Ententeich anlegen lassen, wurde eine Quietscheente zum Symbol für Korruption in Russland.

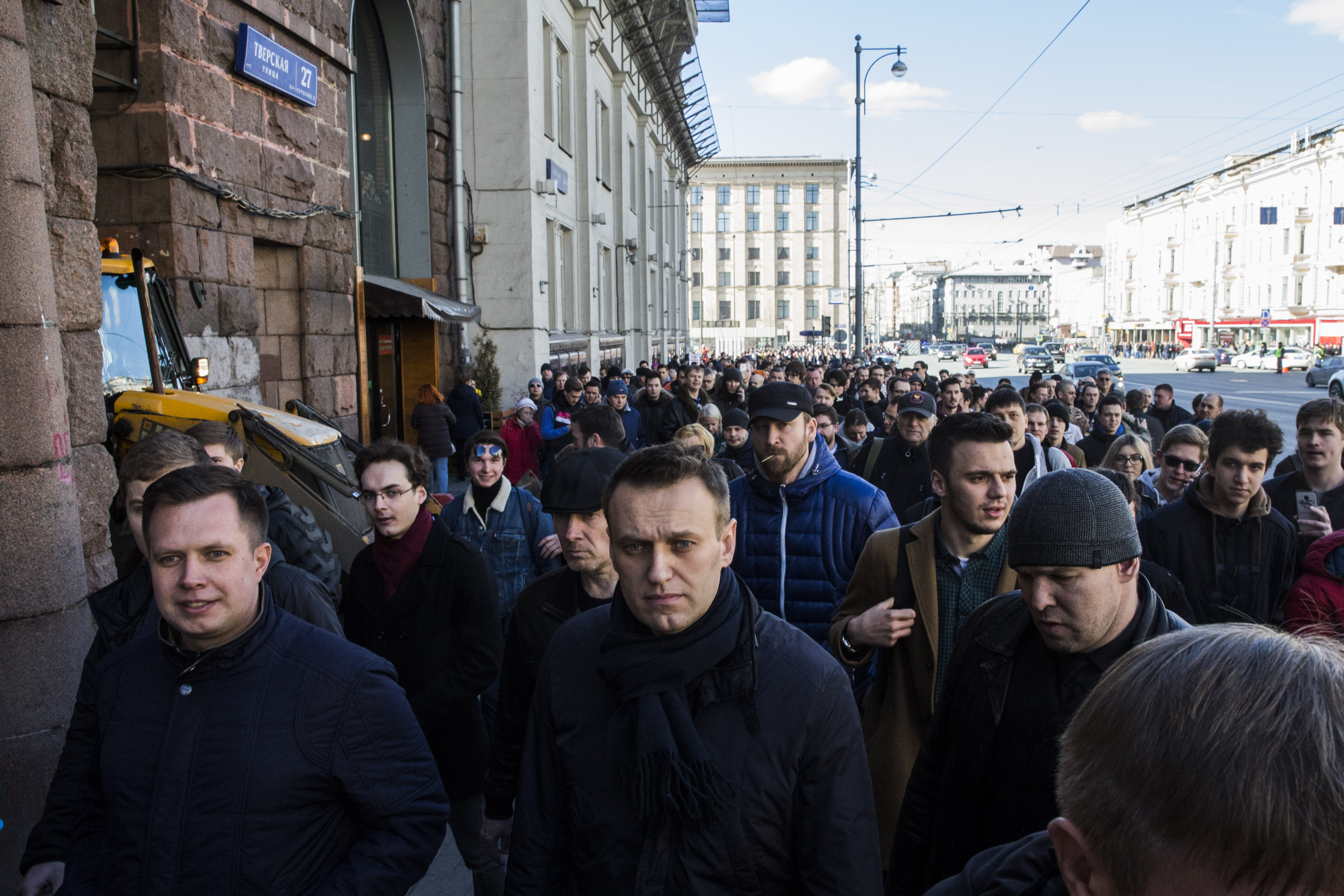
Nawalny mit Demonstranten auf der Moskauer Twerskaja-Straße im März 2017

Im März 2017 rief Nawalny zu Anti-Korruptions-Protesten auf. Er warf Ministerpräsident Medwedew in dem auf YouTube veröffentlichten Dokumentarfilm „Für euch ist er kein Dimon“ (16 Millionen Views zwischen 2. März und 1. April 2017) vor, über ein „dubioses Netzwerk von Nichtregierungsorganisationen“ ein Immobilienimperium zu kontrollieren. Dem Aufruf Nawalnys, Antworten auf die Anschuldigungen zu verlangen, folgten am 26. März 2017 mehrere Zehntausend Menschen in 90 Städten Russlands. Die Moskauer Stadtverwaltung genehmigte den ursprünglich vorgeschlagenen Demonstrationsort im Stadtzentrum nicht. Nawalny sah die Demonstration als genehmigt an und verwies auf eine Entscheidung des Verfassungsgerichts, welches Ablehnungen ohne Vorschlag eines alternativen Ortes für unwirksam erklärte. Als die Antwortfrist bereits verstrichen war, schlug die Stadtverwaltung stattdessen den Sokolniki-Park oder die Uliza Pererwa vor. Nawalny und seine Anhänger demonstrierten dennoch im Stadtzentrum; die Polizei löste die „ungenehmigte“ Demonstration auf und verhaftete zwischen 600 und 1000 Demonstranten, darunter Nawalny. Nawalny wurde wegen Aufrufs zu einer nicht genehmigten Demonstration zu umgerechnet 320 Euro Geldstrafe sowie wegen Widerstands gegen die Staatsgewalt zu 15 Tagen Haft verurteilt. Am 27. März und 6. April 2017 äußerten sich der Europäische Auswärtige Dienst (EAD), das Europäische Parlament und das Außenministerium der Vereinigten Staaten zu den Verhaftungen von Demonstranten und Nawalny. In Wolgograd kam es ebenfalls zu Verhaftungen; dort wurden 30 von 800 Demonstranten verhaftet. Andernorts, wie in Saratow, marschierten die Demonstranten unbehelligt an diesen größten Protesten seit vielen Jahren.
Im August 2017 wurde ein Video Nawalnys millionenfach angesehen. Es hatte den Lebensstil des mutmaßlichen Sohnes von Präsidentensprecher Peskow zum Thema.
Der Chef der russischen Nationalgarde und Putins Ex-Leibwächter Wiktor Solotow forderte Nawalny im September 2018 zu einem Duell auf, nachdem Nawalny seine neuesten Enthüllungen über die vermutete Korruption in der Nationalgarde und die dubiose Herkunft von Solotows Vermögen veröffentlicht hatte. In einer Videobotschaft drohte Solotow damit, ein „gutes, saftiges Kotelett“ aus Nawalny zu machen. Nawalny saß zu diesem Zeitpunkt noch eine 30-tägige Haftstrafe ab, zu der er wegen seines Aufrufs zu Demonstrationen gegen die Erhöhung des Renteneintrittsalters verurteilt worden war.
Im Januar 2021 veröffentlichte Nawalnys Anti-Korruptions-Stiftung FBK, wenige Tage nachdem Nawalny in Untersuchungshaft genommen worden war, mit Ein Palast für Putin einen von der Stiftung produzierten 112-minütigen investigativen Dokumentarfilm über den russischen Präsidenten Wladimir Putin und dessen Besitztümer, die laut dem Film durch illegale Bereicherung angeeignet wurden. Auf Youtube veröffentlicht, wurde dieser Film innerhalb weniger Tage über 76 Millionen Mal aufgerufen.
Im Jahr 2022 sollen die Immobilien von Alexei Miller von Gazprom laut den Recherchen des Team Nawalny 43 Milliarden Rubel wert gewesen sein (circa 700 Mio. Euro nach Wechselkurs von Juni 2022).

#### Protest nach den russischen Parlamentswahlen 2011
Im Dezember 2011 sorgten die Festnahme Nawalnys sowie eine anschließende Verurteilung zu einer 15-tägigen Haftstrafe wegen „Widerstandes gegen die Staatsgewalt“ auch international für Aufsehen, nachdem dieser am 5. Dezember 2011 als Redner auf einer Demonstrationsveranstaltung in Moskau gegen möglichen Wahlbetrug bei den Parlamentswahlen 2011 aufgetreten war. Sowohl von der Rede Nawalnys als auch von der anschließenden Festnahme existieren jeweils Videos auf YouTube.

#### Führung des Koordinierungsrates der russischen Opposition
Im Oktober 2012 erhielt Nawalny die meisten Stimmen bei der Wahl zu einem 45-köpfigen Koordinierungsrat der russischen Opposition, an der sich laut Angaben der Organisatoren mehr als 80.000 Menschen in Wahllokalen oder im Internet beteiligten. Dem gewählten Gremium war eine dreiwöchige Debatte vorausgegangen, die Nawalny dominiert hatte. Er belegte mit über 43.700 Stimmen Platz eins vor dem Schriftsteller Dmitri Bykow und dem früheren Schachweltmeister Garri Kasparow.
Ende desselben Monats wurde er während einer Solidaritätsaktion für verfolgte Oppositionelle in Moskau gemeinsam mit Sergei Udalzow und Ilja Jaschin „wegen Erregung öffentlichen Ärgernisses“ festgenommen. Nach einigen Stunden wurden sie wieder freigelassen.

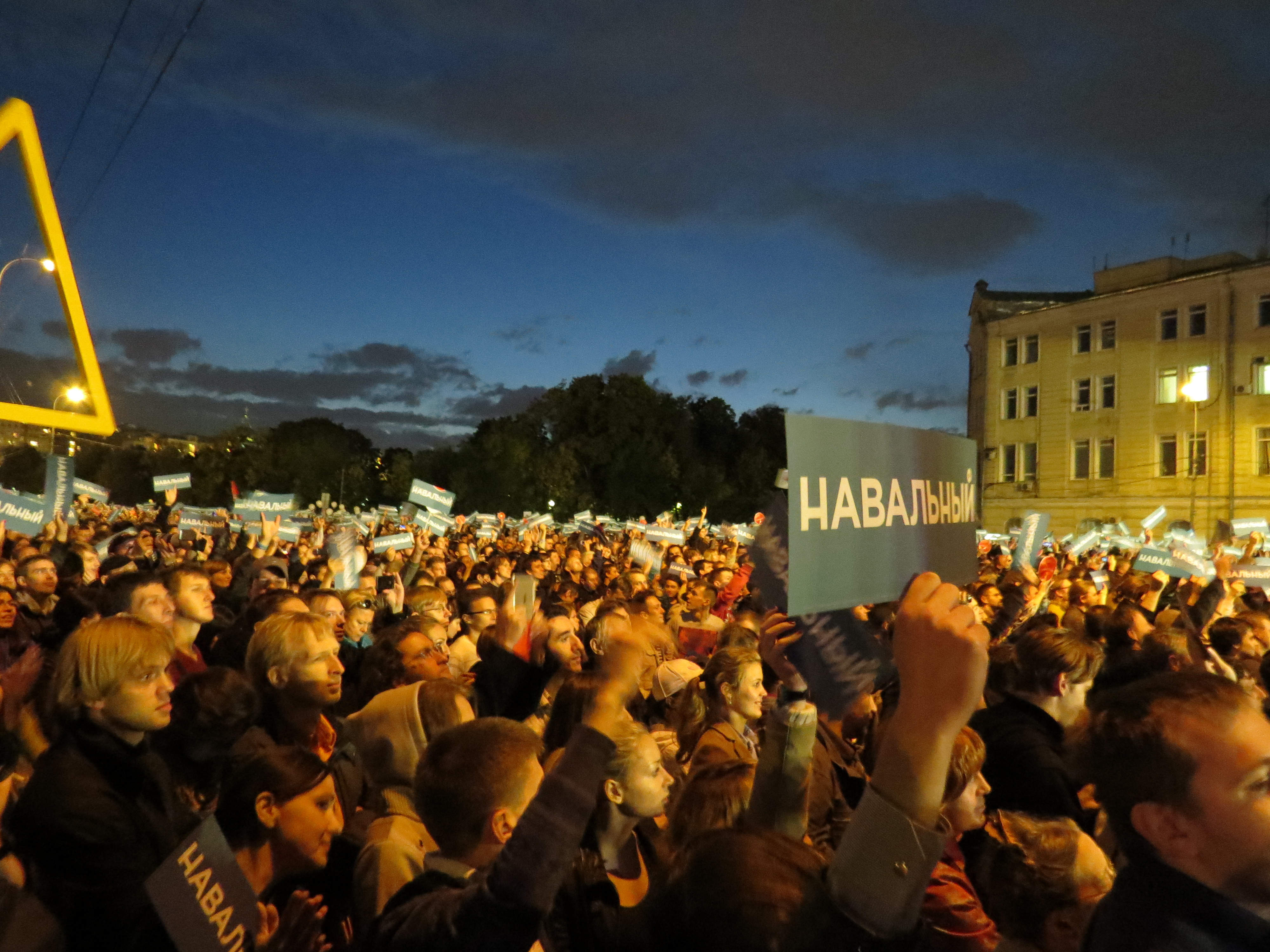
Unterstützer Nawalnys bei einer Wahlkampfveranstaltung in Moskau im September 2013

#### Kandidatur für das Amt des Moskauer Bürgermeisters

Nawalnys Wahlkampfbüro im Jahr 2013

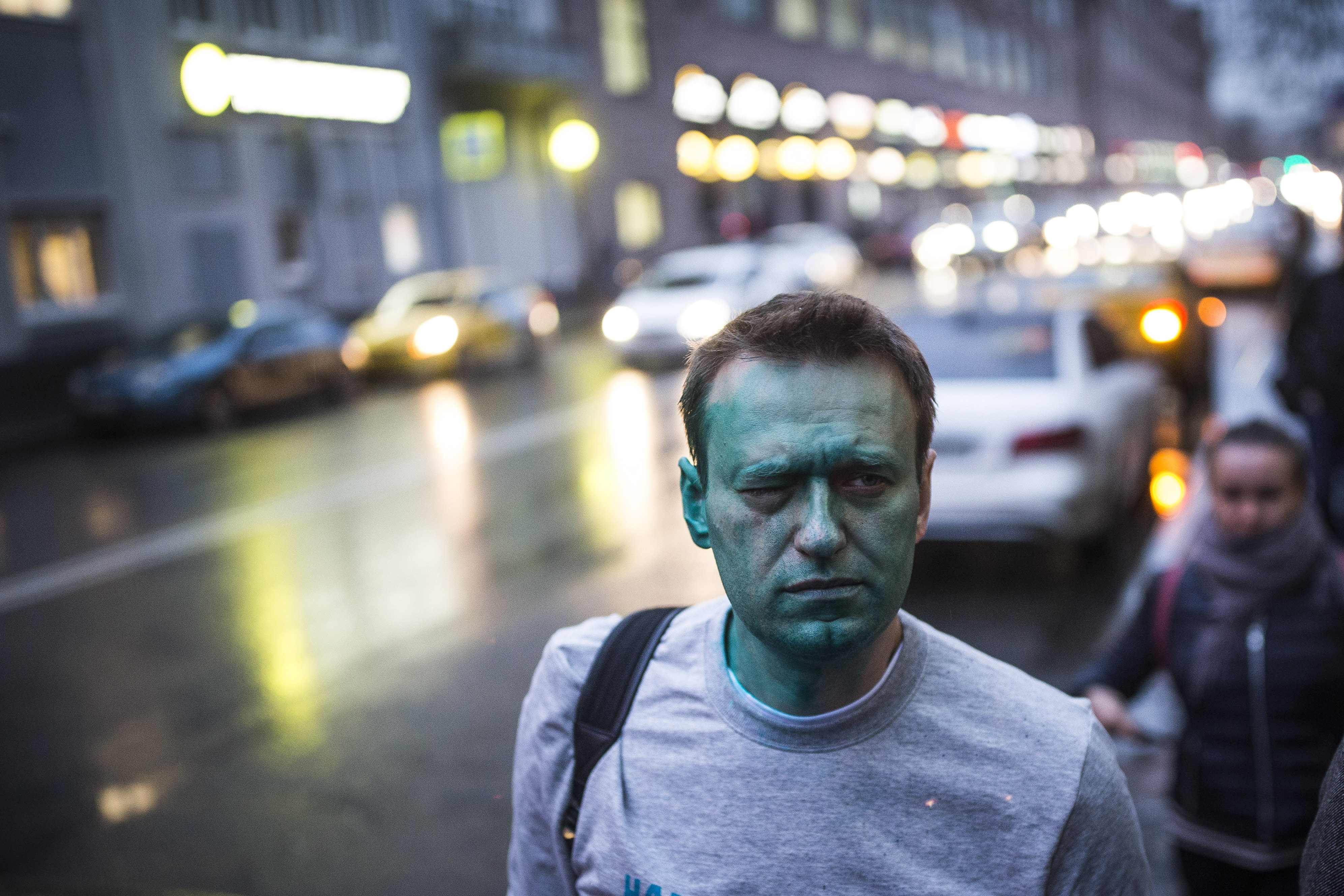
Nawalny nach einer Seljonka-Attacke im Jahr 2017

Am 15. Juni 2013 hatte Nawalny bekannt gegeben, als Moskauer Bürgermeister kandidieren zu wollen. Er wurde von der Partei RPR-Parnas (Boris Nemzow, Michail Kassjanow und andere) aufgestellt, der er formal nicht angehörte. Andere Parteien, z. B. die Nawalny nahestehende Volksallianz oder die Partei des 5. Dezembers, hatten jedoch mit Datum vom Juni 2013 noch immer keine Zulassung erhalten – die Partei RPR-Parnas gilt als einzige unabhängige regierungskritische und über eine offizielle Zulassung verfügende Partei.
Die Bürgermeisterwahlen fanden am 8. September 2013 statt. Das Programm von Nawalny wurde unter anderem vom angesehenen Ökonomen Sergei Guriew ausgearbeitet. Im Juli wurde Nawalny offiziell als Kandidat für die Bürgermeisterwahl zugelassen, doch einen Tag später wurde seine Kandidatur durch den Urteilsspruch wegen Unterschlagung in Frage gestellt. Die Wahlkommission hatte angegeben, dass Nawalny auch nach einem Urteil weiter kandidieren könne, sofern er keine Freiheitsstrafe erhalten würde. Er konnte schließlich an den Wahlen teilnehmen, bei denen er mit 27 % der Stimmen den zweiten Platz hinter Amtsinhaber Sergei Sobjanin (51 %) belegte. Nawalny warf seinem regierungsnahen Konkurrenten, der mit seinem Stimmenanteil knapp einer Stichwahl entging, Wahlbetrug vor, dennoch wurde sein Abschneiden als Erfolg und er selbst als unbestrittener „Führer der Anti-Putin-Opposition“ bezeichnet.

#### Kandidatur für die Präsidentschaftswahl 2018
Im Dezember 2016 verkündete Nawalny seine Kandidatur für die Präsidentschaftswahl 2018. Er startete eine Spendenkampagne sowie eine Online-Anmeldekampagne für freiwillige Helfer und Unterschriftsbereite (unabhängige Kandidaten müssen 300.000 Unterschriften für die offizielle Registrierung vorweisen).
Am 4. Februar 2017 eröffnete Nawalny den ersten (von 77 geplanten) Regionalstäben in Sankt Petersburg, zwölf weitere folgten bis Ende März. Das Büro in Sankt Petersburg war inzwischen schon einmal angezündet worden. Am 8. Februar 2017 wurde Nawalny im Fall Kirowles erneut verurteilt. Er erklärte seine Bereitschaft, das Urteil bis zum Europäischen Gerichtshof für Menschenrechte anzufechten. Darüber hinaus soll seine Wahlkampagne unabhängig vom Urteil weiterlaufen, sagte er mit Verweis auf den Artikel 32 der Verfassung, welcher nur zwei Gruppen von Bürgern das Wahlrecht aberkennt: solchen, die gerichtlich für geschäftsunfähig erklärt worden sind oder aufgrund eines Gerichtsurteils in Haftanstalten einsitzen. Nach dem Aufruf Nawalnys zu Anti-Korruptions-Protesten und einem Film zu den Vermögenswerten des Ministerpräsidenten Medwedew im März 2017 kam es zu den größten Protesten in Russland seit 2012.
Am 5. April 2017 erreichte die Anzahl der Unterschriftsbereiten 300.000. Am 27. April 2017 spritzte ein Unbekannter Nawalny Brillantgrün ins Gesicht, was eine chemische Verbrennung des Auges verursachte (Seljonka-Attacke). Nach einem ähnlichen Vorfall im März genas er rasch wieder; der erneute Vorfall hatte aufgrund möglicherweise beigemischter Substanzen längere Augenprobleme zur Folge. Nawalny unterzog sich daraufhin in Spanien einer Augenoperation, nachdem er fünf Jahre lang auf einen Pass gewartet hatte und dieser unerwartet ausgestellt worden war.
Am 6. September 2017 stellte Human Rights Watch fest, dass sich die Polizei regelmäßig in die Wahlkampagne von Nawalny einmischt. HRW rief den Staat auf, die Aktivisten ohne unerlaubte Einmischung arbeiten zu lassen und die Angriffe auf sie durch ultranationalistische und regierungsnahe Gruppen ordnungsgemäß zu untersuchen. Am 21. September forderte der Ministerrat des Europarates im Zusammenhang mit dem Urteil des Europäischen Gerichtshofs für Menschenrechte im Fall Kirowles die russische Regierung auf, weitere Möglichkeiten zu nutzen, um Nawalny den Zugang zur Wahlkandidatur zu gewährleisten.
Nawalny twitterte Ende September 2017, dass er festgenommen worden sei. Am 2. Oktober wurde er wegen wiederholten Aufrufen zur Teilnahme an einer nicht genehmigten Demonstration zu 20 Tagen Haft verurteilt. Laut Nawalny hatte die Administration von Nischni Nowgorod ihre Genehmigung für die Wahlkampfkundgebung telefonisch „widerrufen“, was rechtlich nicht vorgesehen sei. Anfang Oktober wurde das St. Petersburger Büro Nawalnys durchsucht und dessen Leiter von der Polizei festgehalten.
Am 18. Oktober 2017 eröffnete Xenija Sobtschak ihre Kampagne für die Präsidentenwahlen 2018. Sie erklärte selber, sie wolle Kandidatin sein für Bürger, die ihre Position zeigen wollten, „deren Kandidat aber zu den Wahlen nicht zugelassen“ sei. Sollte Nawalny zur Wahl zugelassen werden, würde sie nach eigenen Angaben ihre Kandidatur aufgeben. Diese Möglichkeit galt als unwahrscheinlich. Oppositionelle, darunter Nawalny, monierten, sie würde – allenfalls im Auftrag des Kremls – die Wiederwahl Putins „aufpeppen“, indem sie die Wahlbeteiligung bei dessen sicherer Wiederwahl steigere, sowie zusätzlich, dass sie die Opposition spalte.
Gegen Ende Dezember 2017 erreichte Nawalny eigenen Angaben zufolge mit Versammlungen in 20 russischen Städten zwischen Wladiwostok und Sankt Petersburg die Zulassung zur Wahl. Diese sollen jeweils von mindestens 500 Teilnehmern besucht worden sein, der Mindestzahl an Unterstützern, die ein Präsidentschaftskandidat aufweisen muss. Am 25. Dezember 2017 wurde Nawalny von der zentralen Wahlkommission als Kandidat für die Präsidentenwahl 2018 ausgeschlossen. Zwölf Mitglieder des 13-köpfigen Gremiums stimmten für einen Ausschluss, ein Mitglied enthielt sich. Als Grund wurde seine Verurteilung in einem Strafverfahren angegeben. Nawalny rief daraufhin zu einem Wahlboykott auf.

#### Strategie der „intelligenten Stimmabgabe“
Nach eigener Aussage in einem Interview mit Masha Gessen vom 18. Oktober 2020 in The New Yorker verfolgt Nawalny seit 2018 die Strategie der „intelligenten Stimmabgabe“, die eine taktische Form der Wahl sei. Diese besteht darin, Wähler davon zu überzeugen, einen Minderheitskandidaten zu unterstützen, den man vielleicht nicht mag, der aber die Chance hat, den Kandidaten der Regierungspartei zu schlagen. Im Allgemeinen, so Nawalny 2020 im Interview, erhielten alle Kandidaten außerhalb von Putins Partei Einiges Russland zusammen mehr als 50 % der Stimmen, aber die Parteien seien zerstreut, daher erreiche Einiges Russland immer eine relative Mehrheit. Nawalny versuchte daher zum Beispiel, liberale Wähler zur Unterstützung eines Kommunisten zu bewegen oder umgekehrt. Nawalny nannte diese Taktik entscheidend, da sich das autokratische Regime immer auf die Regierungspartei stütze, so zum Beispiel in Belarus und in Syrien sowie vor 1990/91 in der Sowjetunion und in der DDR. „Ihre Fähigkeit in verlässlicher Weise Wahlen zu bestehen, ist das, was dem Regime Stabilität gibt.“
Diese Taktik hatte laut Nawalny schon in Tomsk und Nowosibirsk Erfolg, aber noch nicht in Moskau.

### Staatliche Repressionen

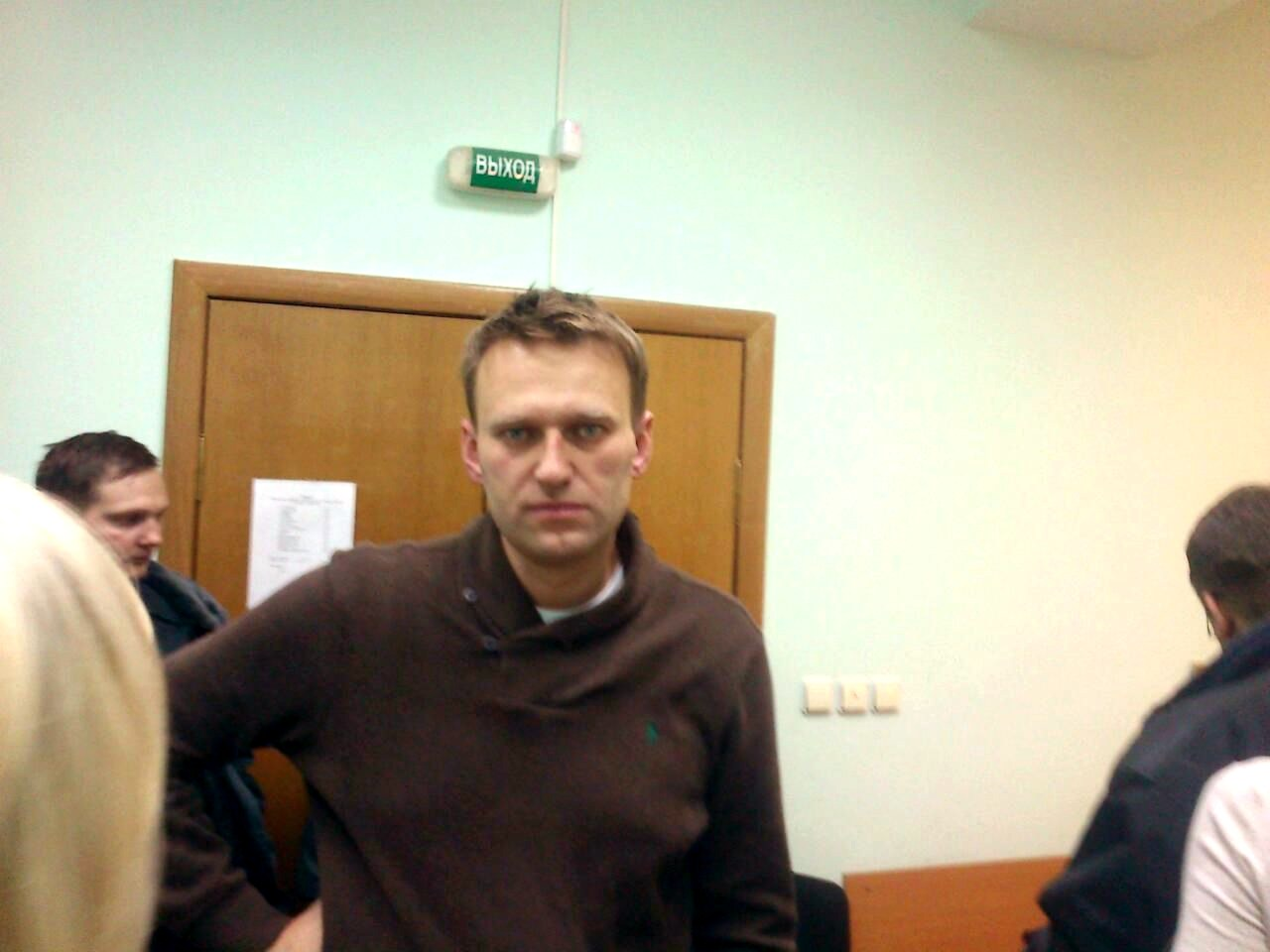
Nawalny in einem Gerichtsgebäude (2011)

Die politische Arbeit und die Aktionen Nawalnys und seiner Mitstreiter wurden vom russischen Staat systematisch gestört, behindert und kriminalisiert. Wenn Nawalny Proteste ankündigte, wurden Plätze saniert oder standen angeblich wegen doppelter Buchung nicht zur Verfügung. Die Bürokratie soll laut der oppositionellen Zeitung Nowaja gaseta aber auch andere, bisweilen absurde Gründe für Schikanen erfinden.
Die Mitarbeiter seines Teams wurden Opfer von Verhaftungen und Hausdurchsuchungen mit Beschlagnahmung allen Materials, und auch als der russische Politiker Nikolai Ljaskin, Leiter des Moskauer Büros der Präsidentschaftskampagne von Nawalny, mit einer Metallstange angegriffen wurde, konfiszierte die Polizei „absurderweise“ zwecks Untersuchung dieses Angriffs Flugblätter und Merchandising-Produkte in Nawalnys Büros. Alle diese Beschlagnahmungen nannte Nawalny „absolut illegal“ und er beantwortete die Frage eines BBC-Journalisten, ob denn Russland ein Polizeistaat sei, mit „absolut, zu einhundert Prozent“.
Eine Website, die die Opposition einigen sollte, respektive zur Bestimmung möglichst beliebter Kandidaten für Regionalwahlen dienen sollte, wurde von der Aufsichtsbehörde Roskomnadsor im Dezember 2018 unter einem fadenscheinigen Vorwand blockiert.
Nawalnys Namen zu erwähnen, wurde von Behörden und Politikern jahrelang umgangen; sie nannten ihn beispielsweise spöttisch «этот персонаж», „diese Person“. Zu diesem jahrelangen Totschweigen schrieb Ilja Ponomarjow: „Die gesamte Verhaltensweise des Kremls besteht darin, so zu tun, als gäbe es keinen Nawalny, ihn nicht beim Namen zu nennen.“ So gesehen sei die Informationswelle um den Giftanschlag 2020 genau das gewesen, was die Behörden zu verhindern versucht hätten. Bei der Jahrespressekonferenz in Nowo-Ogarjowo im Dezember 2020 nannte Putin den vergifteten Oppositionspolitiker einmal den „uns bekannten Blogger“, dann nur noch „diesen Patienten eines Berliner Krankenhauses“.
Im April 2021 beantragte Russlands Staatsanwaltschaft, Nawalnys Organisationen, darunter die Stiftung für Korruptionsbekämpfung, als extremistisch einzuordnen und damit Nawalnys Mitarbeiter unter Strafe zu stellen. Im selben Monat verhängte die Staatsanwaltschaft noch vor einer Gerichtsentscheidung ein Arbeitsverbot für Nawalnys Organisationen. Sie warf ihnen eine „Destabilisierung der sozialen und gesellschaftspolitischen Lage unter dem Deckmantel liberaler Losungen“ und einen Verfassungsumsturz auf dem Wege einer „Farbrevolution“ vor.
Am 17. Januar 2025 verurteilte ein  Gericht der Stadt Petuschki 120 Kilometer östlich von Moskau drei Anwälte von Nawalny wegen angeblicher Mitarbeit in einer extremistischen Organisation zu langjährigen Haftstrafen: Wadim Kobsew zu fünfeinhalb Jahren, Alexei Liptser zu fünf Jahren und den sich als „schuldig“ bekennenden Igor Sergunin zu dreieinhalb Jahren Straflager. Den Anwälten wurde vorgeworfen, Korrespondenzen von Nawalny aus seiner Haft geschmuggelt zu haben, und so die Weiterführung einer „kriminellen Organisation“ ermöglicht zu haben. Beim geschmuggelten Material handelte es sich um Briefe, die postum in die Memoiren von Nawalny eingearbeitet wurden. Das unter Ausschluss der Öffentlichkeit geführte Verfahren war auch in Russland umstritten, weil die Anwälte abgehört worden waren, obwohl bei Anwälten das nur zur Verhinderung konkreter schwerer Straftaten gemacht werden darf. Ivan Zhdanov, Leiter der von Nawalny gegründeten Stiftung für Korruptionsbekämpfung, bezeichnete das Urteil als gefährlichen Präzedenzfall, weil man nun für harmlose Sachen, wie die Weitergabe von Korrespondenzen, zur Verantwortung gezogen werden könne. Zwei weitere Anwälte, Olga Mikhailova und Alexandr Fedulov, die bereits außer Landes geflohen waren, wurden in Abwesenheit angeklagt. Deren Strafverfahren wurden noch nicht verhandelt. Vasily Dubkov, der Anwalt von Nawalnys Mutter, wurde im Februar 2024 verhaftet und ebenfalls angeklagt.
Jede Erwähnung des Namens Nawalny oder eines seiner Symbole wie ein rotes Ausrufezeichen kann in Russland wegen angeblichen Extremismus willkürlich bestraft werden. Auch eine Abbildung eines Ostereis mit dem Buchstaben "H" (N für Nawalny) reichte in Russland für eine Busse. Über 100 Russen wurden gebüsst oder verhaftet.

#### Propaganda gegen Nawalny
Im April 2017 berichtete Doschd über die Gründung einer Arbeitsgruppe in der Präsidentenadministration, die gegen Nawalny eine Diskreditierungskampagne führen soll. Es werden per Outsourcing Videos, Filme, Videospiele und manipulative Medienberichte erstellt. Nach Angaben der Quellen soll „ungefähr wie mit Hitler“ gekämpft werden. Gleich nach diesem Bericht erschien ein Video auf YouTube unter dem Titel Hitler 1945. Nawalny 2018 – Wir können es wiederholen, in dem Nawalny direkt mit Hitler verglichen wird. Laut Frankfurter Rundschau gehört dieses Video zur Staatspropaganda. Gleichzeitig sagte der Vorsitzende der Kommunistischen Partei Gennadi Sjuganow in der Staatsduma, es sei bereits ein „neuer Führer“ erschienen. Beobachter hielten diese Bemerkung für auf Nawalny gemünzt.

#### Verhaftungen bei Demonstrationen
Im Umfeld von Demonstrationen gegen die Regierung und Präsident Putin werden regelmäßig Aktivisten seines Teams sowie auch Nawalny verhaftet. Für den 5. Mai 2018 waren Demonstrationen unter dem Motto „Er ist nicht unser König“ angekündigt; Nawalny hoffte, dass er dabei die dafür vorgesehene Twerskaja-Straße erreichen könne, meinte aber nur sarkastisch, dass „die Statistik nicht zu seinen Gunsten“ spräche. Nawalny wurde am 14. Juni 2018, wenige Stunden vor Beginn der Fußball-Weltmeisterschaft 2018, freigelassen.
Ende August 2018 wurde Nawalny verhaftet. Seit Juni hatte er für den 9. September zu Protesten gegen eine von Putin geplante Rentenreform aufgerufen und interpretierte seine Verhaftung als eine Maßnahme, die ihn von der Vorbereitung der Demonstration abhalten sollte und davon, an ihr teilzunehmen. Nawalny selber erwähnte, dass in den vergangenen Jahren die Behörden «in keinem einzigen Fall unsere Anträge für Kundgebungen gebilligt» hätten und wies auf die echte Furcht des Kremls hin, dass die Menschen tatsächlich zu Protesten bereit seien.
Ende Juli 2019 wurde Nawalny im Zusammenhang mit der Organisation von Demonstrationen erneut zu 30 Tagen Haft verurteilt.

#### Giftanschlag
Nawalny hatte in der jüngsten Vergangenheit die Proteste in Belarus zustimmend kommentiert und zum Ausdruck gebracht, er gehe davon aus, dass sich eine ähnliche Revolution bald auch in Russland ereignen werde. In Videobotschaften solidarisierte er sich mit den Protesten in Belarus und mit den Protesten in Chabarowsk. Nawalny hielt sich im August 2020 anlässlich der anstehenden russischen Regionalwahlen in Sibirien auf, um Gespräche mit Oppositionsvertretern zu führen. Dabei soll er vom russischen Geheimdienst FSB, der einen detaillierten Bericht über seinen Aufenthalt angefertigt haben soll, engmaschig beschattet worden sein. Am 20. August 2020 flog Nawalny von Tomsk nach Moskau, erlitt einen Zusammenbruch und wurde nach der Notlandung in Omsk in die Städtische Klinik No. 1 gebracht und dort mit Atropin behandelt, beatmet und befand sich im Koma. Sanitäter, Ärzte und das Team Nawalnys äußerten einen Verdacht auf Vergiftung, etwa durch den Tee beim Morgenfrühstück. Englisch- und deutschsprachige Medien sowie einige deutsche Politiker vermuteten eine Beteiligung der russischen Regierung ähnlich früheren Fällen. Einzelstimmen warnten vor voreiligen Schuldzuschreibungen.
Anfängliche angebliche Vergiftungs-Diagnosen und entsprechende Schutzmaßnahmen russischer Ärzte wurden später dementiert. Schließlich stellte die behandelnde Omsker Ärzteschaft am Abend des 21. August fest, eine Vergiftung Nawalnys sei „definitiv“ auszuschließen, Cholinesterasehemmer wurden ausgeschlossen. Die Diagnose von Blutzuckerspiegel und Stoffwechselstörung wurde von einer Ärztin Nawalnys zurückgewiesen.
Die Berliner Charité erklärte sich am 21. August zur Aufnahme bereit. Medien berichteten ab 21. August, dass nach Verzögerungen die Überstellung nach Deutschland zugelassen wurde. Nawalny wurde mit einem Intensivtransport des Sanitätsdienstes der Bundeswehr in die Charité gebracht und soll dort unter Polizeischutz gestellt worden sein. Am 24. August teilte die Charité mit, erste klinische Befunde wiesen auf eine Vergiftung Nawalnys durch eine Substanz hin, die die Cholinesterase hemmt und so das Nervensystem angreift.
Bundeskanzlerin Merkel forderte Russland zur Aufklärung der Tat auf und bot an, Nawalny in Deutschland behandeln zu lassen. Die russische Regierung wies noch am selben Tag den Vorwurf der Verantwortung für den Anschlag mehrfach zurück, die russische Polizei gab an, Vorermittlungen eingeleitet und mögliche Beweismittel sichergestellt zu haben. Die russische Generalstaatsanwaltschaft lehnte die Einleitung eines Ermittlungsverfahrens weiter ab und richtete ein erstes Rechtshilfeersuchen zur Übermittlung von Analysen und vorläufigen Diagnosen an die deutsche Bundesregierung.
Am 2. September 2020 erklärte die deutsche Bundesregierung, ein Speziallabor der Bundeswehr habe zweifelsfrei ein Nervengift der Nowitschok-Gruppe in den in der Charité entnommenen Proben Nawalnys nachgewiesen. Die Bundesregierung verurteilte den Giftanschlag „auf das Schärfste“ und bestellte den russischen Botschafter ein. Die Regierung der Russischen Föderation wurde aufgefordert, sich zu den Untersuchungsergebnissen zu erklären. Die Bundesregierung kündigte zudem an, EU, NATO und den Deutschen Bundestag zu unterrichten und die Organisation für das Verbot chemischer Waffen (OPCW) über die Ergebnisse zu informieren.
Die Bundesregierung kam den Rechtshilfeersuchen Russlands nach, wollte einen Großteil der Ermittlungsakten aber zur Beweissicherung und aus „Vertraulichkeitsgepflogenheiten“ nicht herausgeben. Das abschließende Ergebnis sei der OPCW übergeben worden, dabei aber „nicht die der Geheimhaltung unterliegende, komplette Untersuchungsakte“. Russland äußerte, Kontakt zur OPCW aufnehmen zu wollen.
Am 14. September teilte die Bundesregierung mit, Spezial-Labore in Frankreich und Schweden hätten unabhängig voneinander die Vergiftung mit einem Kampfstoff aus der Nowitschok-Gruppe bestätigt. Nawalny selber hatte sich an diesem Tag weiter erholt und musste nicht mehr künstlich beatmet werden. Er konnte nach Auskunft der Charité bereits für einige Zeit das Bett verlassen. Am 17. September gab Nawalnys Team bekannt, Spuren von Nowitschok seien auf einer Wasserflasche festgestellt worden, die das Team im Tomsker Hotel nach dem Zusammenbruch Nawalnys sichergestellt habe. Das Gift an der Flasche, so Nawalnys Team, sei jedoch eine Sekundärspur. Die eigentliche Vergiftungsursache sei noch unbekannt.
Am 22. September konnte Nawalny das Krankenhaus verlassen. Nach Mitteilung von Nawalnys Sprecherin Kira Jarmysch auf Twitter vom 23. September waren Nawalnys Konten in Russland eingefroren und seine Wohnung im Moskauer Stadtteil Maryino beschlagnahmt worden. Die richterliche Anordnung sei schon am 27. August ergangen. Am 6. Oktober bestätigte die OPCW, dass Nawalny mit einer neuen, nicht im Anhang der Chemiewaffenkonvention enthaltenen Nowitschok-Variante vergiftet wurde. Im Oktober setzten die ersten Sanktionen der EU gegen Personen ein, deren Mitverantwortung sicher erschien.
Nach einer am 14. Dezember 2020 veröffentlichten Recherche von Bellingcat, Spiegel und weiteren Partnern waren am Anschlag acht Mitarbeiter des russischen Geheimdienstes FSB beteiligt. Putin bestätigte während seiner alljährlichen Pressekonferenz und Bürgerstunde, dass russische Geheimdienste Nawalny beobachteten, dementierte jedoch seine Beteiligung am Giftanschlag. Nawalny sei kein lohnendes Ziel, „aber wenn jemand ihn hätte umbringen wollen, hätte man das bis zum Ende gebracht.“
Am 21. Dezember 2020 veröffentlichte Nawalny auf YouTube ein Telefonat zwischen ihm und dem FSB-Agenten Konstantin Kudrjawzew. In dem Video gab er sich selbst gegenüber dem Angerufenen als Assistent des Sekretärs des russischen Sicherheitsrats aus. Nach den Äußerungen seines Gesprächspartners sei das beim Anschlag verwendete Nervengift über Nawalnys Unterhose verabreicht worden. Die Kleidung Nawalnys sei nach dem Attentat im Krankenhaus eingesammelt und vom FSB mehrfach gereinigt worden.
Am 6. Juni 2023 bemängelte der Europäische Gerichtshof für Menschenrechte (EGMR) an Russland, dass ein politisches Motiv für den Mordversuch und eine mögliche Beteiligung von staatlichen Agenten nicht in Betracht gezogen worden sei.

#### Prozesse
Das Vorgehen der russischen Behörden wiederholte sich Ende Februar 2015: Weil sich Nawalny für eine Demonstration am 1. März eingesetzt hatte, wurde er kurzerhand verhaftet und zu 15 Tagen Gefängnis verurteilt. Im Februar 2017 verurteilte der Europäische Gerichtshof für Menschenrechte Russland zur Zahlung von 63.000 Euro an Nawalny wegen mehrfacher Verletzung seines Rechts auf friedliche Demonstrationen. Eineinhalb Jahre nachdem Russland und Nawalny dagegen in Berufung gegangen waren, bestätigte die Große Kammer nicht nur die Verletzung der Bürgerrechte (Recht auf Freiheit, auf einen fairen Prozess und auf Versammlungsfreiheit), sondern hielt auch wie von Nawalny angestrebt den politischen Charakter der Festnahmen nach Artikel 18 fest.

##### Fall Kirowles

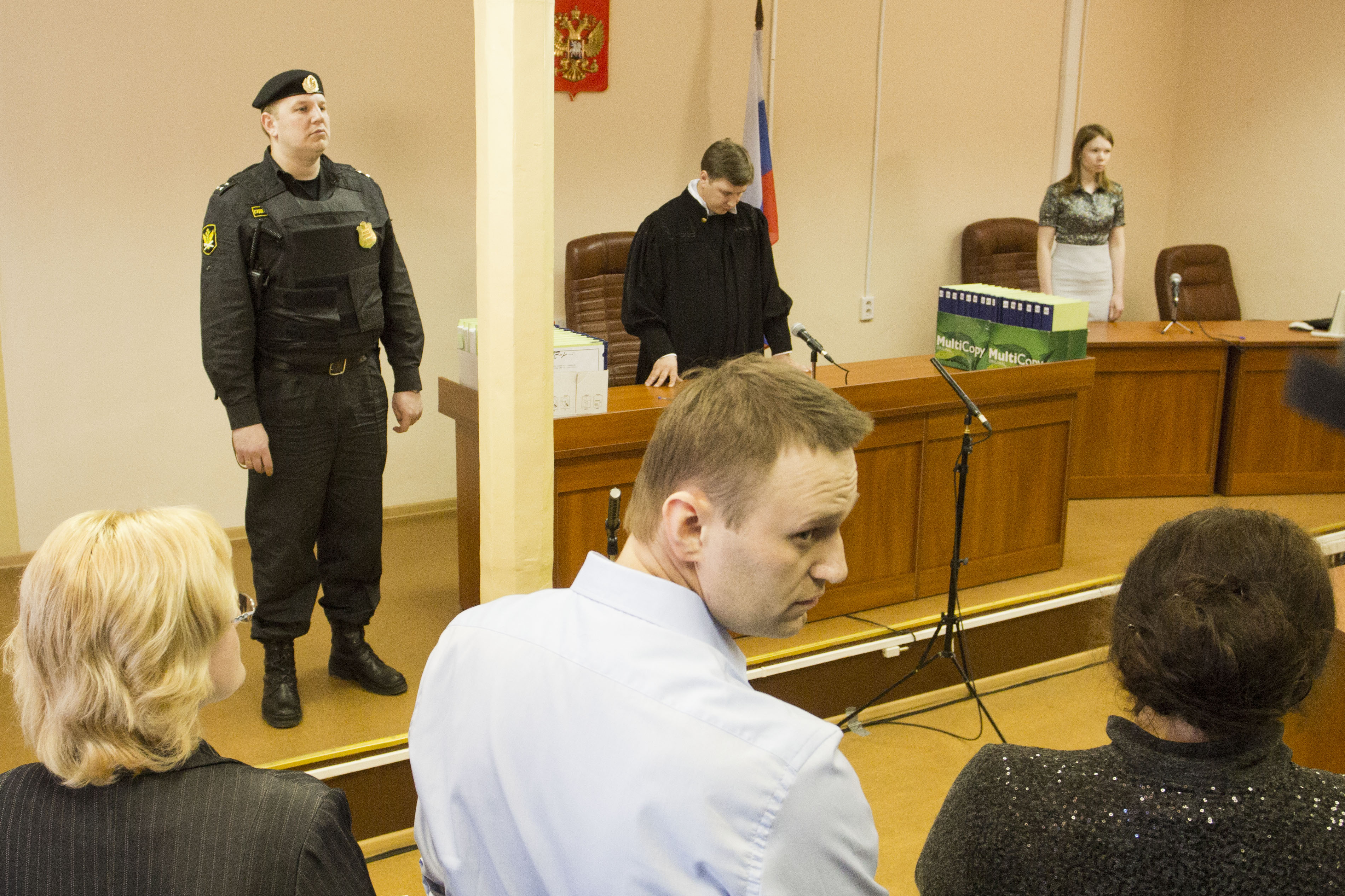
Nawalny vor Gericht (April 2013)

Ende Juli 2012 erhob das Ermittlungskomitee der Russischen Föderation (das Pendant zum US-amerikanischen FBI) Anklage gegen Nawalny wegen Veruntreuung. Es warf ihm vor, zwischen April und August 2009 als damaliger Berater des Gouverneurs der Oblast Kirow den dortigen staatlichen Holzbetrieb Kirowles um eine Summe von circa 1,3 Millionen Rubel (etwa 33.000 Euro) geschädigt zu haben. Im Juli 2013 wurde Nawalny der Veruntreuung für schuldig gesprochen und zu einer Haftstrafe von fünf Jahren Gefängnis verurteilt. Wenige Stunden nach dem Urteil forderte die Generalstaatsanwaltschaft, Nawalny so lange freizulassen, bis das Urteil rechtskräftig sei, worauf er am nächsten Tag freigelassen wurde. Im Oktober 2013 setzte ein Gericht in der Stadt Kirow diese Strafe zur Bewährung aus. Spiegel Online schrieb am 16. April 2013:

„Selbst die Ermittler verhehlen nicht, dass das Verfahren politisch motiviert ist. […] Hauptzeuge der Anklage ist der ehemalige Kirowwald-Geschäftsführer Wjatscheslaw Opalew. Opalew hatte im vergangenen Jahr eine Beteiligung an der Unterschlagung von 16 Millionen Rubel gestanden, eine Übereinkunft mit den Ermittlern geschlossen und war zu vier Jahren Haft auf Bewährung verurteilt worden. Nawalny glaubt, die Ermittler hätten Opalew eine milde Strafe zugesichert, wenn der Kirowwald-Chef im Gegenzug den Oppositionellen belaste. […] Der Chef des Bezirksgerichts in Kirow lässt durchblicken, dass Nawalny mit einer Strafe zu rechnen hat. Ein Freispruch sei eben ‚siebenmal schwieriger als eine Verurteilung‘, so Richter Konstantin Saizew. Er selbst habe ‚im Leben noch nicht einen einzigen Freispruch gefällt‘.“

Im November 2013 wurde Nawalny nach seiner Verurteilung die Berufszulassung als Rechtsanwalt entzogen.
Der Europäische Gerichtshof für Menschenrechte (EGMR) rügte die Verurteilung Nawalnys als „willkürlich“ und „befürchtete“ ein Urteil „politischer Natur“. Präsident Putin brachte Anfang 2013 ein Gesetz in der Duma ein, das Vorbestraften verbietet, bei Wahlen zu kandidieren. Im Februar 2016 urteilte der EGMR, dass die Verurteilung des Bezirksgerichts von Kirow unrechtmäßig war. Anstatt Nawalny freizusprechen, setzte das Oberste Gericht das Urteil nur aus, was zwar heißt, dass Nawalny für öffentliche Ämter kandidieren konnte, er jedoch wieder als angeklagt gilt und der Fall erneut verhandelt werden muss. Der EGMR hatte die Regierung in Moskau auch angewiesen, Nawalny und dem Mitangeklagten Ofizerow jeweils 8000 Euro Schmerzensgeld zu zahlen.
Aufgrund des Urteils des EGMR wurde der Prozess gegen Nawalny 2016/17 neu verhandelt. Am 8. Februar 2017 wurde er erneut schuldig gesprochen. Das Urteil lautet auf 500.000 Rubel Geldstrafe und fünf Jahre Haft, die zur Bewährung ausgesetzt wurden. Das Urteil glich im Wortlaut weitgehend dem Schuldspruch von 2013. Nawalny warf dem Kreml politische Einflussnahme vor, um seine Präsidentschaftskandidatur zu verhindern. Auch die OSZE und die deutsche Bundesregierung äußerten Zweifel an dem Verfahren. Der Schuldspruch erfolgte nach Darstellung des Spiegel kurz nachdem Nawalny Mitte Dezember angekündigt hatte, Wladimir Putin bei der Präsidentenwahl 2018 herauszufordern.

##### Fall Yves Rocher
Gegen Nawalny und seinen Bruder Oleg wurde wegen des Verdachts auf Betrug und Geldwäsche ermittelt. Den Anklägern zufolge sollen die beiden den französischen Kosmetikhersteller Yves Rocher um rund 26 Millionen Rubel betrogen haben, indem sie ihm Dienstleistungen zu einem überteuerten Preis verkauften. Dabei soll Oleg Nawalny nach Angaben der Ankläger seine Stellung als Abteilungsleiter bei der für Versandgeschäfte zuständigen Tochtergesellschaft der Russischen Post benutzt haben, um Yves Rocher zum Vertragsabschluss mit dem Logistikdienstleister Glawpodpiska zu zwingen. Das Moskauer Unternehmen Glawpodpiska (Glawnoje Podpisnoje Agenstwo) war im Mai 2008 registriert worden. Es war eine 99%ige Tochter der zypriotischen Offshore-Gesellschaft Alortag Management Limited, die im Jahr zuvor, 2007, gegründet worden war. Begünstigte dieser Offshore-Gesellschaft waren die Brüder Oleg und Alexei Nawalny.
In einem Interview räumte Nawalny im Dezember 2012 ein, dass er zwar der Gründer der zypriotischen Offshore-Gesellschaft Alortag Management Limited war, dass dies jedoch nicht illegal gewesen sei. Als der Interviewer nachhakte, ob er auch die Gründung von Glawpodpiska (als 99%ige Tochter von Alortag) bestätigen könne, behauptete Nawalny, davon nichts gewusst zu haben. Auch an Leonid Saprudski, den Mitbegründer und Generaldirektor von Glawpodpiska, könne er sich nicht richtig erinnern, obwohl der Name ihm nicht unbekannt erscheine. Glawpodpiska habe nach Vertragsabschluss im August 2008 die Transportleistung zu geringeren Kosten an ein anderes Unternehmen weitergegeben. Die Differenz betrachtete Nawalny als geschäftsübliche Provision. Der Vertrag, den er mit dem französischen Unternehmen abgeschlossen hatte, sparte Yves Rocher einen Teil der Kosten für dessen Transporte von Jaroslawl nach Moskau. Oleg verdiente zwischen 2008 und 2011 etwa 1,2 Millionen US-Dollar bei dem Geschäft. Die Anklage gegen ihn lautete, diese Summe durch Betrug erlangt zu haben. Das Geld soll danach über ein Unternehmensgeflecht gewaschen worden sein.
Nawalny wurde seinerseits eine Verstrickung in den angeblichen Betrug vorgeworfen, weil man ihn beschuldigte, Glawpodpiska über die zypriotische Offshore-Gesellschaft zu kontrollieren, was Nawalny zurückweist. Gründer und Generaldirektor tragen andere Namen. Anteile des Unternehmens sind im Besitz der Alortag Management Limited auf Zypern, die Nawalny gehören soll. In einem Interview sagte Nawalny im Dezember 2012, er habe tatsächlich ein Offshore-Unternehmen auf Zypern gegründet. Er wisse nicht, ob über seine zyprische Gesellschaft das Unternehmen Glawpodpiska in Russland gegründet worden sei. Nach Auslaufen des Vertrages mit Glawpodpiska hatte zunächst Bruno Leproux, Generaldirektor von Yves Rocher Wostok, Ende 2012 bei Russlands Ermittlungskomitee wegen Betruges Anzeige gegen Unbekannt eingereicht.
Der Nachfolger von Leproux gab jedoch später eine Erklärung ab, dass kein Schaden entstanden sei. Die Verteidigung teilte mit, es seien vom Staat keine Beweise vorgelegt worden, aus denen hervorgehe, dass überhaupt ein Verbrechen begangen worden sei. Ein von der Verteidigung veröffentlichtes Dokument des Controllings von Yves Rocher hatte bestätigt, dass Oleg Nawalny seine Pflichten nicht nur zuverlässig erfüllte, sondern auch günstiger als der durchschnittliche Marktpreis gearbeitet hatte. Ein Vertreter von Yves Rocher gab während des Prozesses an, das Unternehmen würde diesen Vertrag wieder so abschließen. Der Vorgesetzte von Oleg Nawalny bei der russischen Post bestätigte, es sei auch der Post kein Schaden entstanden.
Der Staatsanwalt forderte dennoch zehn Jahre Haft, neun für den aktuellen Fall und ein weiteres Jahr für vorherige Vergehen. Nawalny bezeichnete das Verfahren als konstruiert.
Zunächst hatte das Gericht das Urteil am 15. Januar 2015 verkünden wollen; Oppositionelle hatten begonnen eine Demonstration zu organisieren, die am gleichen Tag stattfinden sollte. Zehntausende hatten ihre Teilnahme bereits angekündigt, als das Gericht am 29. Dezember bekannt gab, das Urteil am nächsten Morgen (Dienstag, 30. Dezember 2014) verkünden zu wollen. Zahlreiche Unterstützer sicherten zu, trotz fehlender Genehmigung und somit trotz drohender Verhaftung demonstrieren zu wollen.
Am 30. Dezember 2014 befand Richterin Jelena Korobtschenko Nawalny des Betruges für schuldig und verurteilte ihn zu einer Haftstrafe von dreieinhalb Jahren. Die Strafe wurde zur Bewährung ausgesetzt. Sein mitangeklagter Bruder Oleg erhielt dieselbe Haftstrafe, allerdings ohne Bewährung. Bei der Urteilsverkündung zeigte sich Nawalny insbesondere von der Strafe gegen seinen Bruder schockiert. Weiterhin sprach er Putins Regime die Existenzberechtigung ab und forderte dessen Zerschlagung. Nawalny beschrieb das Urteil als widerwärtig. Unterstützer gaben sich überzeugt, das Regime habe den Bruder Oleg eingesperrt, um Alexei Nawalny besser kontrollieren zu können. Nawalny machte sich am Tag der Urteilsverkündung, trotz des gegen ihn verhängten Hausarrests, zu einer von seinen Anhängern angekündigten Demonstration auf dem Manegeplatz auf und wurde auf dem Weg dorthin von der Polizei aufgegriffen und in seine Wohnung zurückgebracht.
Am 17. Oktober 2017 verurteilte der Europäische Gerichtshof für Menschenrechte (EGMR) Russland wegen unfairer Strafverfahren. Der Gerichtshof hielt die Urteile der russischen Gerichte im Fall Yves Rocher für willkürlich.

##### Verurteilung zu mehrjähriger Haftstrafe im Februar 2021

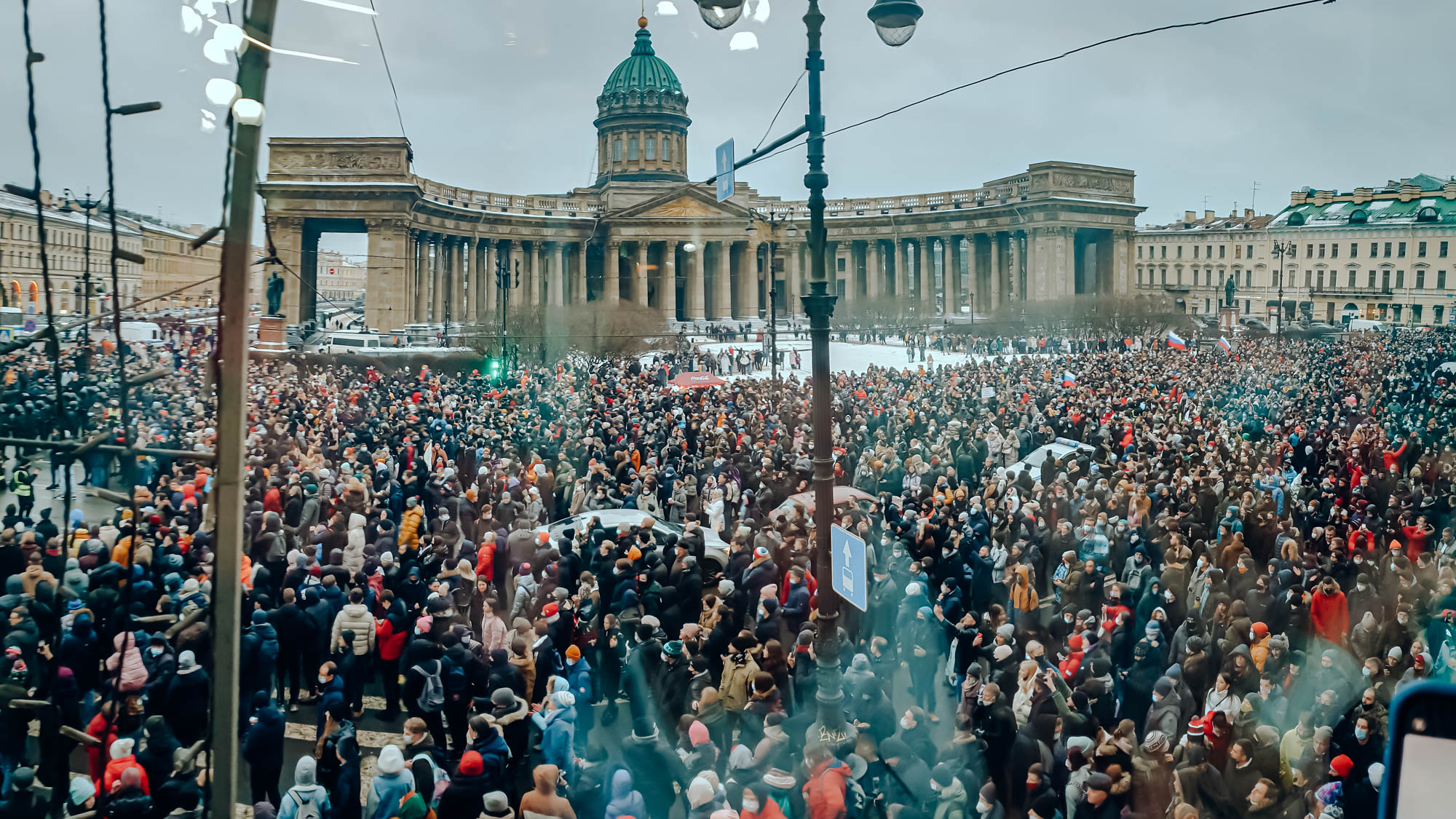
Kundgebung wegen Nawalnys Verhaftung am 23. Januar 2021 in St. Petersburg

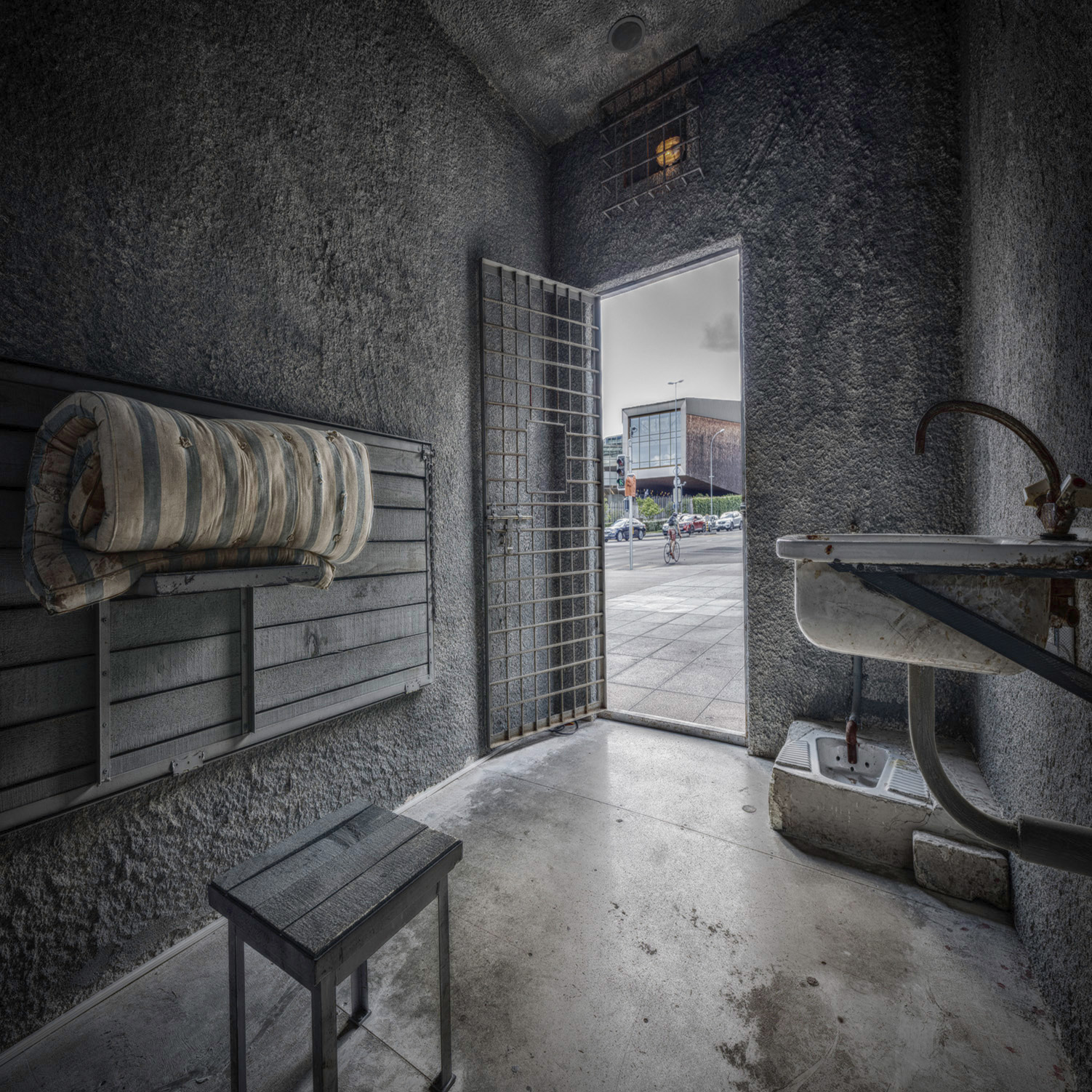
Nachbau von Nawalnys Strafisolator. Genf, Place des Nations (2023)

Nachdem Nawalny nach seiner Erholung in Deutschland nach dem Giftanschlag am 17. Januar 2021 nach Moskau zurückgekehrt war, wurde er noch am Moskauer Flughafen festgenommen und per Gerichts-Eilentscheid für 30 Tage in Untersuchungshaft genommen. Die russische Strafverfolgung hatte ihn, während er sich im Ausland kurierte, zur Fahndung ausgeschrieben, weil er gegen Bewährungsauflagen, die im Jahr 2014 im Fall Yves Rocher erhoben wurden, verstoßen haben soll. Mit seiner Festnahme entwickelten sich in Russland landesweit Proteste. Am 2. Februar 2021 wurde seine Bewährungsstrafe in eine dreieinhalbjährige Arbeitslagerhaft umgewandelt. Da Nawalny bereits während des damals noch laufenden Verfahrens zehn Monate in Hausarrest saß, wurde diese Zeit auf die dreieinhalbjährige Haftstrafe angerechnet. Am Tag nach der Verurteilung verwies das Unternehmen Yves Rocher darauf, nie selbst Klage gegen die Nawalnys eingereicht zu haben. Amnesty International stufte Nawalny nach seiner Verhaftung zunächst als prisoner of conscience ein, entzog ihm diese Einstufung aber einen Monat später mit Verweis auf frühere diskriminierende Reden. Die Organisation hält das Gerichtsverfahren gegen ihn aber weiterhin für rechtswidrig und hat ihm im Mai 2021 wieder den Status eines „gewaltlosen politischen Gefangenen“ zuerkannt. Zur Richterin Natalja Repnikowa gab Nawalny an, dass sie ihm ihr Bedauern über ihre Entscheidung zukommen ließ und wenige Monate nach dem Urteil mit „offizieller Todesursache Coronavirus“ verstarb.

##### Strafverfahren wegen Verleumdung eines Weltkriegsveteranen
Am 5. Februar 2021 wurde gegen Nawalny in Moskau ein Prozess wegen angeblicher Verleumdung eines Veteranen des Zweiten Weltkriegs eröffnet.
Noch im selben Monat wurde er diesbezüglich zu einer Geldstrafe verurteilt.

##### Verurteilung wegen Veruntreuung und Beleidigung
Wegen angeblicher Veruntreuung von Geldern seiner Stiftung und Beleidigung einer Richterin wurde Nawalny am 22. März 2022 von der Richterin Margarita Kotowa zu neun Jahren Lagerhaft unter verschärften Haftbedingungen verurteilt. Das Rayonsgericht des Rajons Petuschki (Petuschinski rajon) verurteilte Alexei Anatolyevich Navalny 2022 und seine Anwälte 2025 zu hohen Haftstrafen. Ursprünglich hatte die Staatsanwaltschaft eine Haftstrafe von 13 Jahren gefordert. Am 24. Mai 2022 wies (laut Interfax) das Stadtgericht Moskau die Berufung gegen dieses Urteil ab. Im November 2022 wies ein Richter in Kowrow die Beschwerde Nawalnys gegen seine Inhaftierung in einer Strafzelle ab.

##### Verurteilung wegen Extremismus
Im August 2023 wurde Nawalny von einem russischen Gericht zu weiteren 10 Jahren Aufenthalt in einem Straflager verurteilt, womit seine Freiheitsstrafe im Straflager auf 19 Jahre erhöht wurde. Bei dem Prozess war er wegen der Gründung und Finanzierung einer angeblich extremistischen Organisation und wegen einer angeblichen Wiederbelebung von „Nazi-Ideologie“ angeklagt worden. Nawalny hatte die gegen ihn erhobenen Anschuldigungen als frei erfunden zurückgewiesen und argumentierte, sie dienten nur dazu, ihn zum Schweigen zu bringen. Nawalnys Anwälte hatten nur zehn Tage Zeit erhalten, um 196 Aktenordner mit der insgesamt 3828 Seiten umfassenden Anklageschrift zu sichten. Der Prozess fand unter Ausschluss der Öffentlichkeit in einem Straflager statt.

#### Haftbedingungen und Folter
Ende Februar 2021 wurde Nawalny in das Straflager Nr. 2 in Pokrow 100 Kilometer östlich von Moskau verlegt. Wegen der Inhaftierung Nawalnys verhängte die Europäische Union (EU) Anfang März 2021 Einreisesperren in die EU und Kontensperrungen gegen den russischen Generalstaatsanwalt (Igor Krasnow), den Chef des Ermittlungskomitees der Russischen Föderation (Alexander Bastrykin), den Chef des Strafvollzugsdienstes (Alexander Kalaschnikow) sowie den Befehlshaber der russischen Nationalgarde (Wiktor Solotow). Ab März verschlechterte sich Nawalnys Gesundheitszustand. Er forderte eine Untersuchung durch einen selbstgewählten Arzt. Um seiner Forderung Nachdruck zu verleihen, trat er Ende März 2021 in einen Hungerstreik. Bereits Mitte März hatte Nawalny von Schlafentzug berichtet und erklärt, dass er nachts stündlich durch einen Wachmann aufgeweckt werde. Die Menschenrechtsorganisation Amnesty International kritisierte die Haftbedingungen und forderte (wie auch mehrere Regierungen) Wladimir Putin auf, Nawalny nicht sterben zu lassen. Die russische Regierung wies die Foltervorwürfe zu russischen Straflagern zurück. In einem im April in mehreren europäischen Tageszeitungen abgedruckten Offenen Brief an Wladimir Putin forderten mehr als 70 Prominente und Intellektuelle eine angemessene medizinische Behandlung für Nawalny. Als sich Nawalnys Gesundheitszustand im April drastisch weiter verschlechterte, wurde er in eine Krankenstation des Straflagers IK-3 nach Wladimir verlegt. Nach 24 Tagen beendete Nawalny am 23. April 2021 den Hungerstreik, nachdem seine privaten Ärzte eindringlich vor bleibenden Gesundheitsschäden gewarnt hatten.
Bei einer Anhörung beschwerte sich Nawalny Ende Mai 2021 wie bereits im März desselben Jahres über nächtliche Kontrollen, bei denen er stündlich aufgeweckt werde. Anfang Juni 2021 wies ein Gericht die von Nawalny erhobene Klage gegen diese nächtlichen Kontrollen ab. Im selben Monat wurde Nawalny von Wladimir nach Pokrow zurückverlegt. Vor der Verurteilung wegen angeblicher Veruntreuung und Beleidigung erhielt Nawalny während seiner Haft täglich bis zu vier Stunden Besuch von seiner Anwältin, Olga Michailowa. Gleichzeitig wurden Nawalny die Haftbedingungen durch Schikanen erschwert.
Im Juni 2022 wurde Nawalny in ein Straflager (IK-6) bei Melechowo verlegt. Untergebracht war er dort nach eigenen Angaben in einer nochmals umzäunten Baracke, umgeben von verurteilten Mördern. Außerdem habe er im Rahmen einer „Erziehungsmaßnahme“ sowohl nach dem Arbeitsdienst (Näharbeit an fünf Tagen pro Woche, jeweils sieben Stunden) als auch 10 Stunden am Sonntag unter dem Porträt von Wladimir Putin auf einer Holzbank sitzen müssen. Nachdem Nawalny versucht hatte, Mitgefangene zur Gründung einer Gewerkschaft zu bewegen, wurde er im August 2022 für mindestens drei Tage in einen 2,5 × 3 Meter kleinen verrotteten Betonzwinger gesteckt. Die Isolationshaft wiederholte sich bis einschließlich des Folgemonats vier Mal, wegen angeblicher Verstöße gegen die Lagerordnung. Die Einsitzzeit im Zwinger wurde bei der vierten Wiederholung auf mindestens 15 Tage erhöht. Im September 2022 wurde Nawalnys Isolationshaft im Zwinger auf unbestimmte Zeit verlängert und ihm das Anwaltsprivileg, das im russischen Gesetzbuch verankerte Grundrecht auf vertrauliche Kommunikation mit einem Anwalt, mit der Begründung entzogen, er begehe aus dem Gefängnis heraus Verbrechen. Bis Ende des Jahres 2022 war Nawalny zehn Mal in Strafisolationshaft gehalten worden. Jedoch wurde ihm das Recht auf einen Anwalt auch in der Folgezeit nicht entzogen, sodass es Nawalny trotz der Haftbedingungen möglich war, zu politischen Entwicklungen (wie dem russisch-ukrainischen Krieg) öffentlich Stellung zu beziehen.

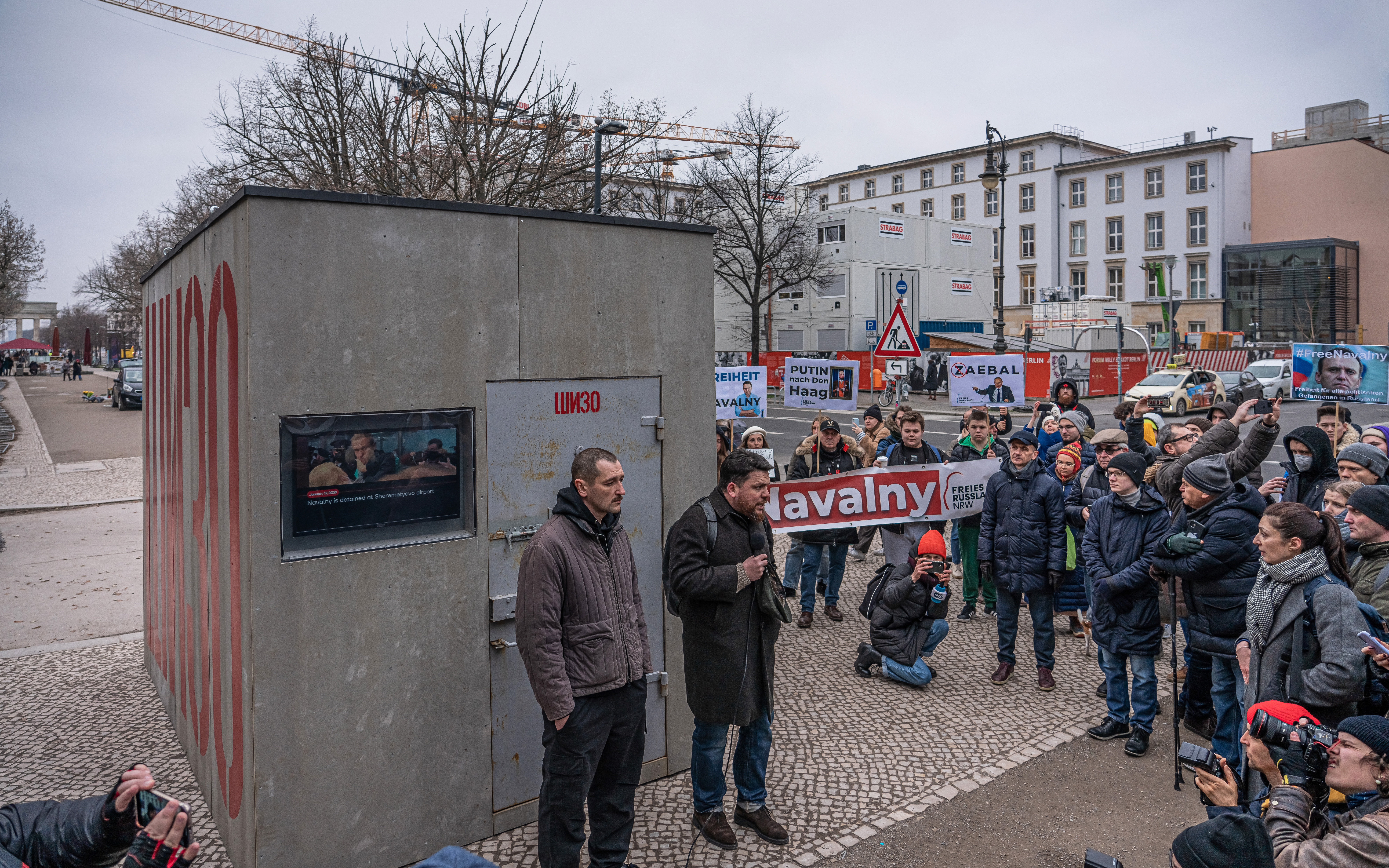
Oleg Nawalny und Leonid Wolkow vor dem Nachbau von Nawalnys Strafisolator in Berlin (2023)

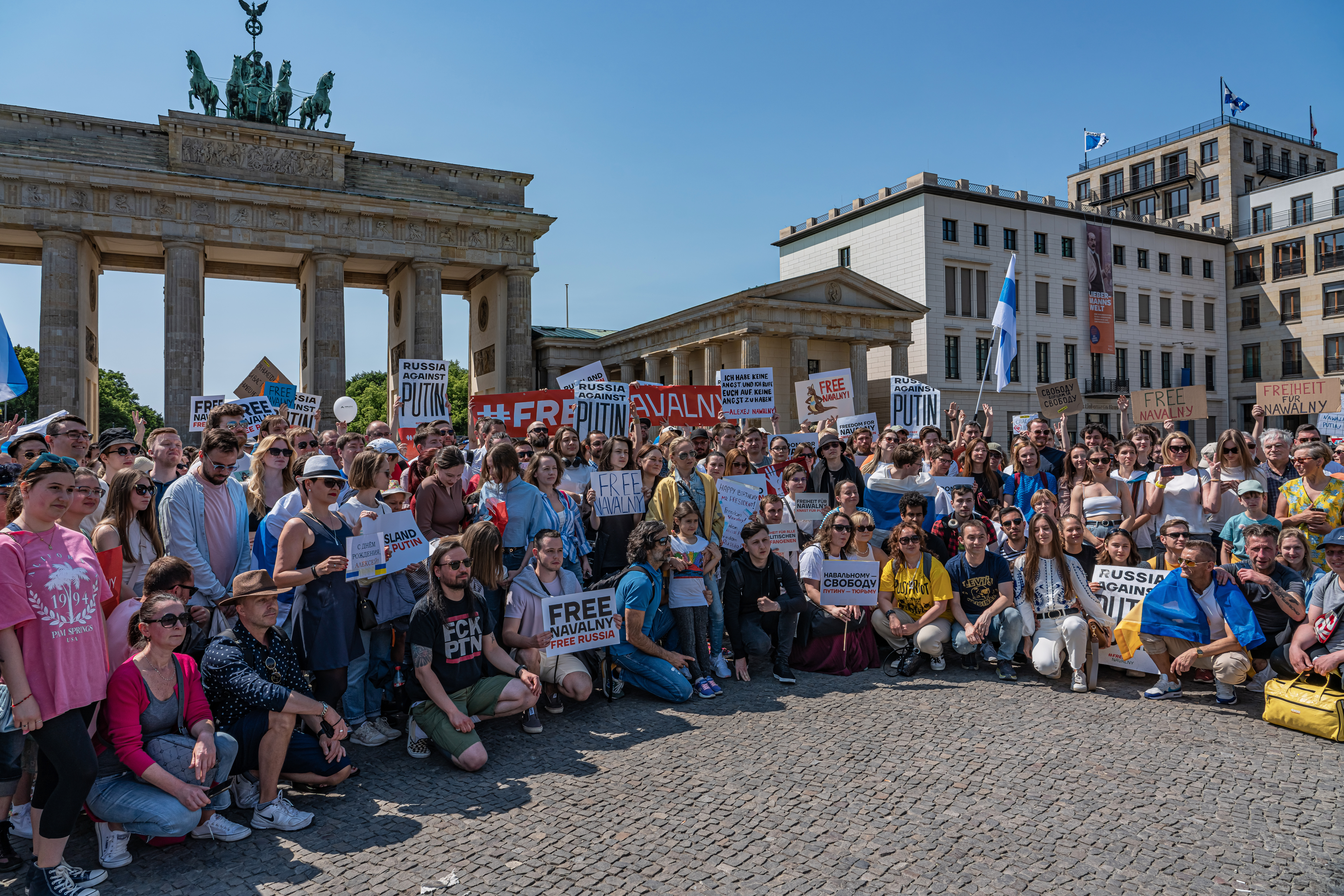
Demonstranten in Berlin am Brandenburger Tor im Rahmen der „FreeNavalny“-Kampagne seiner Anhänger, hier am 47. Geburtstag Nawalnys (4. Juni 2023)

Aufgrund starker Rückenschmerzen wegen ausbleibender physiotherapeutischer Behandlung wurden Nawalny im September 2022 Schmerzmittel gespritzt. Ihm wurde dabei angedroht, ihn zum Invaliden zu machen, sollte er nicht schweigen. Mithäftlinge berichteten ihren Verwandten, dass sie sich auf Weisung des Gefängnispersonals von Nawalny abwenden müssten, wenn er sich bei seinen kurzen Freigängen von seiner Isolationshaft in ihre Nähe begebe. Aktivisten um seinen Bruder Oleg stellten im Januar 2023 in Berlin in der Nähe der Russischen Botschaft eine Replik des Strafisolators auf, in dem Nawalny seine Haftstrafe verbüßte. Im selben Monat litt Nawalny unter Fieber, Schüttelfrost und Husten, nachdem ein Häftling zu ihm in die Isolationszelle gebracht worden war, der zuvor in der Krankenstation gewesen war. Als Nawalny aufgrund seines Gesundheitszustandes nicht einmal mehr einen Gerichtstermin wahrnehmen konnte, wurde ein offener Brief an Wladimir Putin initiiert, der von 290 russischen Ärzten unterzeichnet wurde und dazu aufforderte, Nawalny eine angemessene medizinische Behandlung zukommen zu lassen. Per Gesetz waren Nawalny pro Jahr theoretisch maximal vier Pakete und sechs Besuche (davon drei Kurzbesuche) von Verwandten gestattet. Jedoch hatte Nawalny seine Frau ab Februar/März 2022 weder getroffen noch mit ihr telefoniert, weil ihm dies während einer Isolationshaft nicht gestattet wurde. Auch Medikamente, die Nawalnys Mutter schickte, gab die Gefängnisleitung laut Angaben seines Anwalts nicht an Nawalny weiter. Mitte April 2023 wurde berichtet, dass Nawalny, der seit seiner Vergiftung gebrechlicher und abgemagert wirkte, innerhalb von zwei Wochen in Isolationshaft erneut deutlich (acht Kilo) an Körpergewicht verlor und an derartigen Magenschmerzen litt, dass ein Notarzt gerufen wurde. Nawalnys Anwalt forderte eine toxikologische und radiologische Untersuchung seines Mandanten. Im September 2023 wurde Nawalny eigener Aussage zufolge mitgeteilt, dass er aufgrund von „Unverbesserlichkeit“ für ein Jahr in eine EPKT-Zelle, die die schärfste Form der Isolationshaft in Russland darstellt, kommt. Im Oktober 2023 wurden Nawalnys drei Anwälte, durch die seine Wortmeldungen in der Haft bis dahin an die Öffentlichkeit gelangt waren, wegen angeblicher Beteiligung an Extremismus verhaftet, angeklagt und bis Dezember 2023 in Haft genommen. Im Gefängnis trug Nawalny Sträflingskleidung, die ihm klar ersichtlich zu klein war, während andere Insassen passende Kleidung trugen. Eine Bitte bzw. Reklamation Nawalnys um eine passende Kleidung wurde mehrmals abgewiesen.
Die Mitarbeiter des IK-6 hatten laut geleakter Korrespondenz absichtlich unerträgliche Zustände für Nawalny geschaffen.

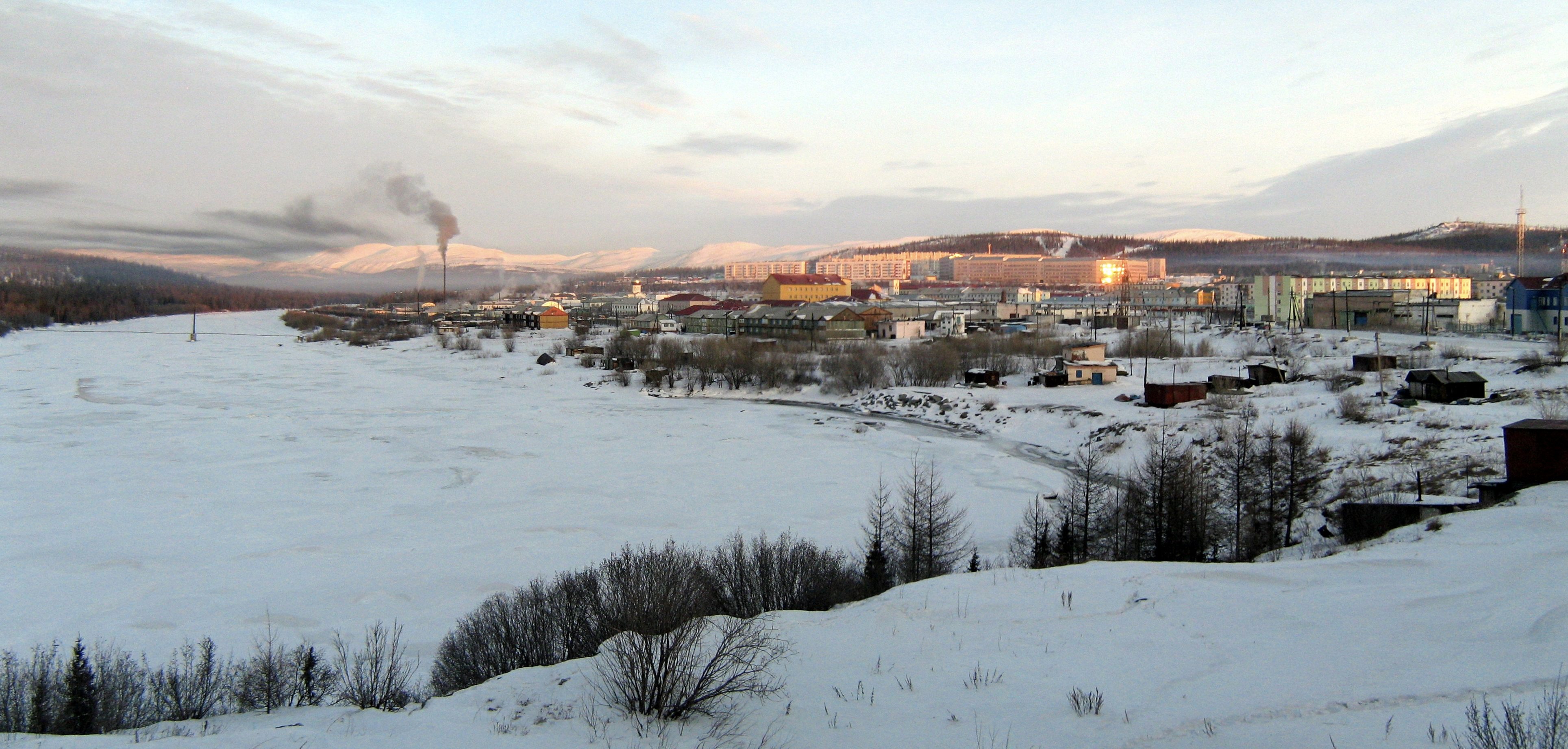
Die Siedlung Kharb mit dem Straflager IK-3 (linke Bildmitte), in dem Nawalny zuletzt einsaß und verstarb.

Am 11. Dezember 2023 wurde Nawalny vom Straflager IK-6 an einen unbekannten Ort verlegt; die Lagerleitung machte keine Angaben zu seinem Verbleib. Nawalnys Sprecherin erklärte wenig später, dass er kurz vor seinem Verschwinden einen Kreislaufzusammenbruch erlitten hatte. Wegen des Verschwindens wurde sein Gerichtsverfahren ausgesetzt. Sein Anwaltsteam lobte eine Belohnung für Informationen zu seinem Aufenthaltsort aus. Am 25. Dezember 2023 teilte Nawalnys Sprecherin mit, dass er nach Charp in Westsibirien verlegt wurde – in das Straflager Nr. 3 Polarwolf. Dort ging es ihm seinem Anwaltsteam zufolge den Umständen entsprechend gut. Nawalny befand sich dort weiterhin in einer Isolationszelle. Sein Ausgang beschränkte sich auf einen ebenfalls wenigen Quadratmeter großen Hof. Insgesamt verbrachte Nawalny nach Angaben seiner Pressesprecherin 308 Tage in Isolationshaft. Insgesamt sei 27 mal Isolationshaft für Nawalny angeordnet worden.

#### Tod
Am 16. Februar 2024 meldeten russische Medien unter Berufung auf die Verwaltung des sibirischen Straflagers, in dem Nawalny zuletzt einsaß, dass er an diesem Tag gestorben sei. Nach Angaben der Gefängnisleitung hatte sich Nawalny am 16. Februar „nach einem Spaziergang unwohl“ gefühlt und „fast sofort das Bewusstsein verloren“. Es sei medizinisches Personal herbeigerufen worden, das jedoch nicht in der Lage gewesen sei, ihn wiederzubeleben. Am Folgetag meldete Nawalnys Pressesprecherin Kira Jarmysch, dass Nawalnys Mutter, in der Strafkolonie, zu der sie gereist war und ihn am 14. Februar noch besucht hatte und ihn in völlig gesundem Zustand beschrieb, die Nachricht über den Tod ihres Sohnes erhalten habe. Jarmysch erklärte außerdem, dass Nawalny ermordet worden sei.  An seinem Todestag begann die Münchner Sicherheitskonferenz des Jahres 2024, an der seine Gattin als Gast teilnahm und wo sie auch vom Tod ihres Ehemannes erfuhr. Weder Nawalnys Verwandte noch sein Anwaltsteam hatten nach eigenen Angaben seinen Leichnam in den ersten Tagen nach dessen Tod sehen dürfen. Zu den Umständen von Nawalnys Ableben gab es mehrere Widersprüchlichkeiten und andere Auffälligkeiten. Am 19. Februar gab Nawalnys Anwaltsteam bekannt, dass russische Behörden ihnen und Nawalnys Verwandten mitgeteilt hätten, den Leichnam noch für zwei Wochen angeblich wegen „chemischer Untersuchungen“ einzubehalten. Daraufhin klagte Nawalnys Mutter auf eine Herausgabe des Leichnams. Dieser wurde ihr am 24. Februar übergeben. Es hieß, Nawalnys Angehörige hätten auf eine unabhängige Untersuchung der Leiche, beispielsweise im Ausland, verzichtet.
Am 26. Februar äußerte der Direktor des Militärnachrichtendienstes der Ukraine (HUR), Kyrylo Budanow, in der Zeitung Kyiv Post die Vermutung, dass Nawalny an einem Blutgerinnsel verstorben sei. Laut Budanow sei dies „mehr oder weniger“ bestätigt. Am 1. März 2024 wurde Nawalny auf dem Friedhof Borisov bzw. Borissowskoje im Moskauer Bezirk Marjino beigesetzt.
Nach Angaben von Nawalnys Stiftung für Korruptionsbekämpfung standen die Regierungen von Deutschland und den USA im Februar 2024, wenige Tage vor Nawalnys Tod, in Verhandlungen mit der Regierung Russlands über einen Häftlingsaustausch, bei dem Wadim Krassikow nach Russland überstellt werden sollte und Nawalny im Gegenzug in ein westliches Land überstellt werden sollte. Am letzten Wahltag der russischen Präsidentschaftswahl im März 2024 bestätigte Putin auf Nachfrage, dass ein Gefangenenaustausch möglich gewesen wäre. Putin behauptete, er habe bereits sein Einverständnis zum Austausch Nawalnys gegen im Westen inhaftierte Russen gegeben und ergänzte: „aber leider geschah, was geschah“. Im August 2024, nach einem großen Gefangenenaustausch zwischen Russland und dem Westen bestätigte Jake Sullivan (Sicherheitsberater von US-Präsident Joe Biden), dass zu Lebzeiten von Nawalny auch eine Freilassung von Nawalny beabsichtigt und darüber verhandelt worden war.

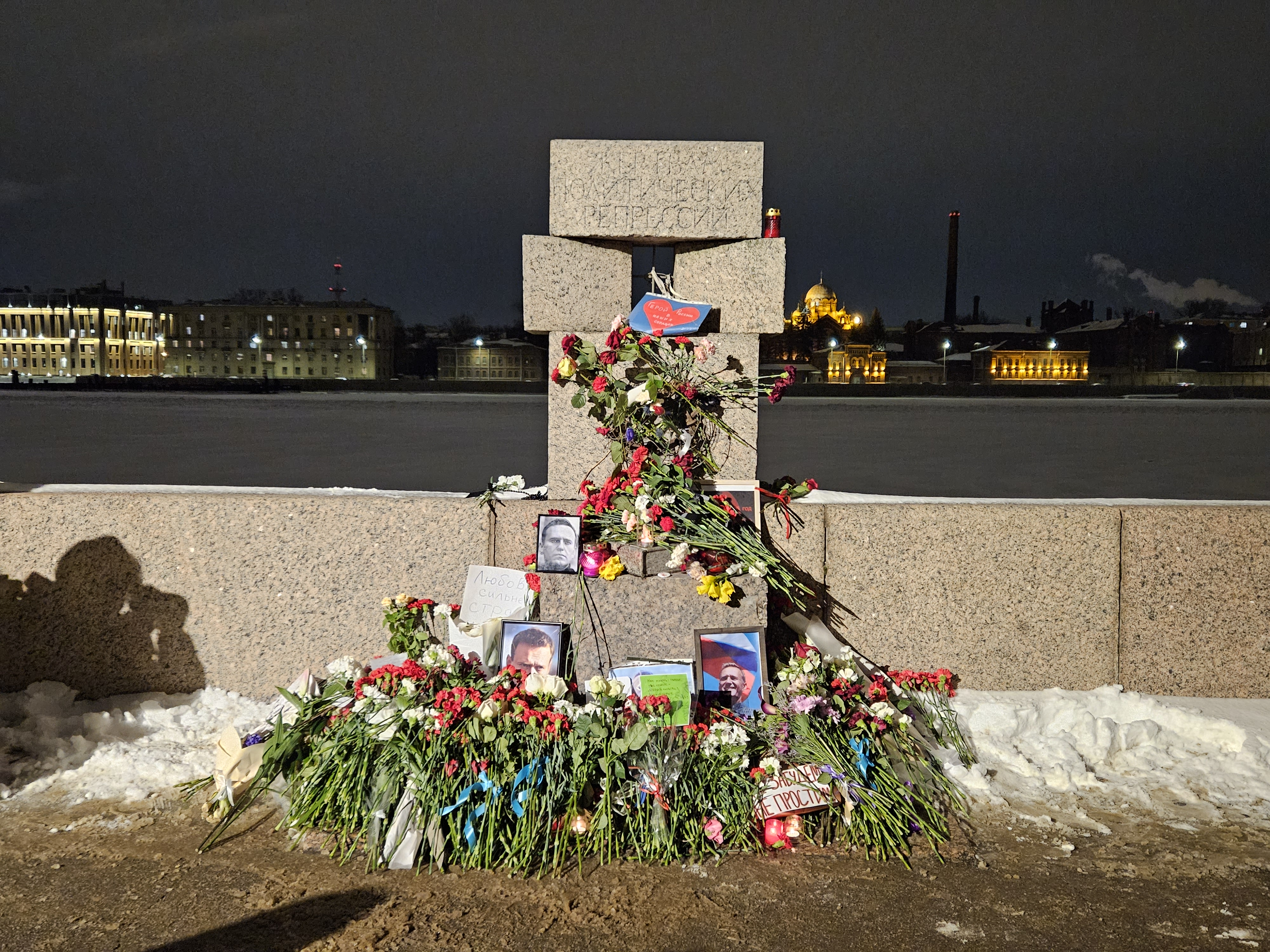
Blumen und Kerzen für Nawalny in St. Petersburg (16. Februar 2024)

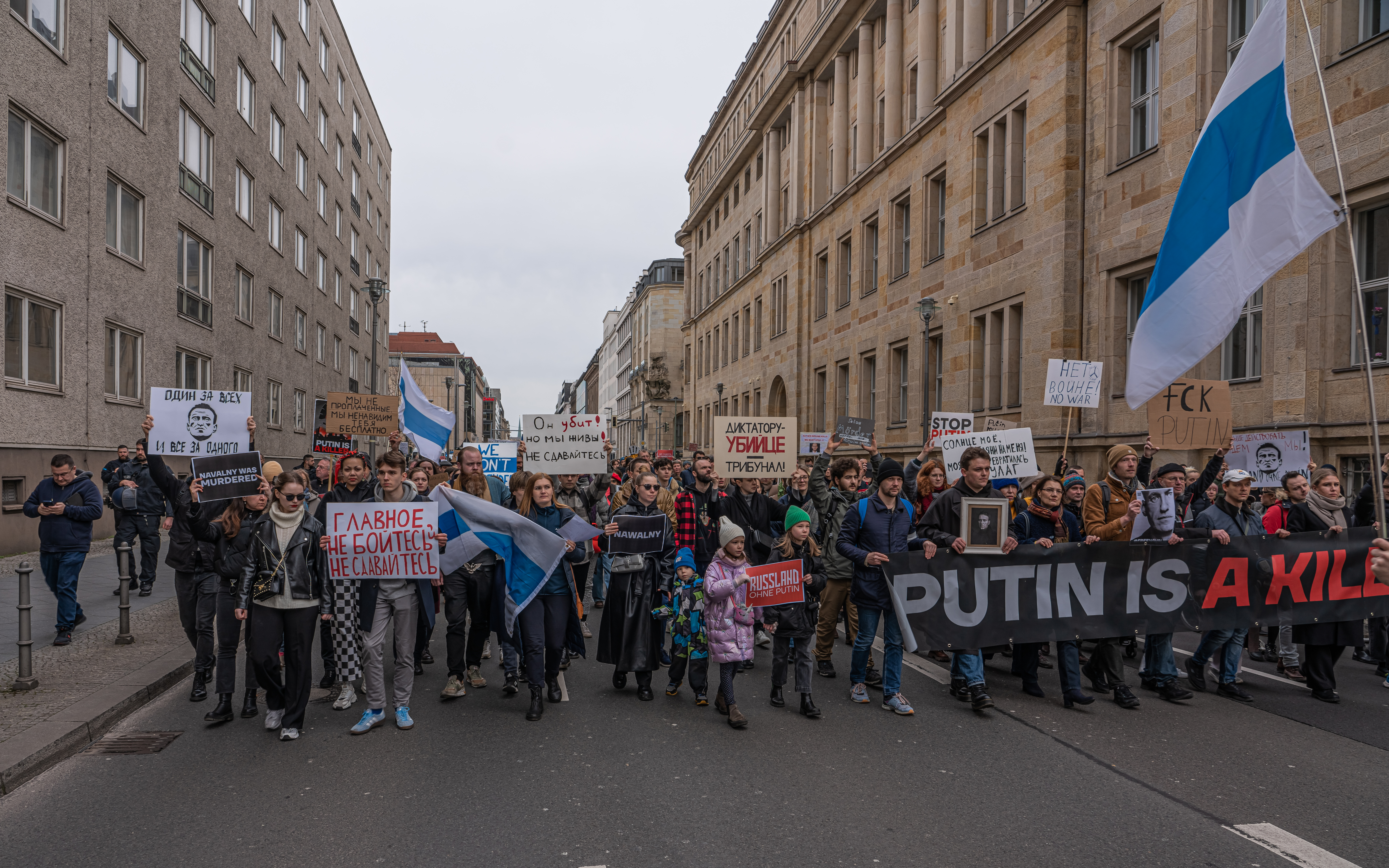
Protestmarsch in Berlin um die russische Botschaft herum, unter dem Banner mit der Inschrift „Putin ist ein Mörder“ (18. Februar 2024)

Mit der Begründung, dass Nawalnys Tod Fragen aufwerfe, bestellten die Regierungen des Vereinigten Königreichs, Deutschlands und der baltischen Staaten die Botschafter Russlands in ihren Ländern ein. Zahlreiche internationale Politiker (darunter US-Präsident Joe Biden, Bundeskanzler Olaf Scholz, Altbundeskanzlerin Angela Merkel, der britische Premierminister Rishi Sunak, der tschechische Außenminister Jan Lipavský, NATO-Generalsekretär Jens Stoltenberg, der lettische Präsident Edgars Rinkēvičs) äußerten sich bestürzt und/oder machten den Kreml bzw. den russischen Präsidenten persönlich für den Tod Nawalnys verantwortlich. Altbundespräsident Joachim Gauck würdigte Nawalny als einen „sehr mutigen Mann, der für eine demokratische Zukunft Russlands sein Leben riskierte, und zuletzt mit diesem bezahlte“. Eine Sprecherin des russischen Außenministeriums erklärte, dass die zahlreichen „westlichen Anschuldigungen“ „selbsterklärend“ seien, d. h. keines Kommentars von offizieller russischer Stelle bedürften. Julija Nawalnaja äußerte nach dem Tod ihres Mannes auf der 60. Münchner Sicherheitskonferenz unter anderem, Putin müsse „persönlich für alle Gräueltaten zur Rechenschaft gezogen werden“. Er und seine Verbündeten sollten „bestraft werden für das, was sie unserem Land, meiner Familie und meinem Mann angetan haben“. Drei Tage darauf kündigte sie in einer Videobotschaft an, anstelle ihres Mannes in dessen Sinn den politischen Kampf fortsetzen zu wollen.
In Moskau, Sankt Petersburg und weiteren russischen Städten wurden Mahnwachen abgehalten. Nach Angaben der russischen Bürgerrechtsorganisation OVD-Info wurden bis zum 21. Februar 2024 dabei 400 Menschen in 39 Städten festgenommen. Vor den russischen Botschaften in Berlin, London, Wien sowie in zahlreichen Städten gab es Trauerbekundungen für Nawalny und Proteste gegen die russische Staatsführung.
Die Beerdigung Nawalnys am 1. März 2024 fand in Moskau unter strenger Polizeibeobachtung statt. Auf dem Trauerzug wurden Parolen wie „Nein zum Krieg!“ und „Putin ist ein Mörder“ skandiert. Es nahmen unter anderem der deutsche Botschafter in Russland, Alexander Graf Lambsdorff, und US-Botschafterin Lynne Tracy teil. Es kam zu mehr als hundert Festnahmen in zahlreichen Städten. Im März 2024 forderten 43 Staaten, darunter die der EU, vor dem UN-Menschenrechtsrat eine unabhängige internationale Untersuchung zum Tod von Nawalny. Im April 2024 wurde dem Priester, der die Totenmesse für Nawalny geleitet hatte, auf Dekret von Patriarch Kyrill I. die Priesterwürde für mindestens drei Jahre entzogen.
Im September 2024 leakte das Magazin The Insider Dokumente, die der offiziellen Todesursache widersprechen und auf eine Vergiftung hindeuten. Sie stammen aus einem russischen Ermittlungsausschuss, der wegen Nawalnys Tod eingesetzt worden war. Darin wird beschrieben, dass Nawalny vor seinem Tod ein Symptombild auswies, das typisch für Vergiftungen ist; so klagte er über starke Bauchschmerzen, erbrach reflexartig, erlitt einen Krampfanfall und wurde bewusstlos. Auffällig ist laut The Insider, dass es eine zweite Dokumenten-Version ohne diese Symptome gibt. Außerdem sollen Proben von Nawalnys Erbrochenem entnommen worden sein, deren Ergebnisse allerdings nicht bekannt gegeben wurden. Darauf verlangen knapp 200 Ärzte in Russland in einem offenen Brief, die Todesumstände von Alexej Nawalny genauer zu beleuchten. Dies führte wiederum zu Hausdurchsuchungen bei – und mehrere Festnamen von – Medizinern, die den Brief unterschrieben hatten.

## Positionen
Nawalny forderte seit Beginn mehr politische Transparenz und kämpfte gegen die Korruption in Russland während der Regierungszeit Putins. In seinem Programm für die Präsidentschaftswahl 2018 forderte Nawalny unter anderem einen Mindestlohn von 25.000 Rubel, höhere Sozialleistungen, die vollständige Ratifizierung der UN-Antikorruptionskonvention sowie die Etablierung einer horizontalen wie vertikalen Gewaltenteilung.
Der Dichter Lew Rubinstein beschrieb ihn als „talentiert, aktiv und sehr gefährlich“, da er kein Wertesystem habe; 2013 unterstützte er aber seine Kandidatur zum Amt des Moskauer Bürgermeisters.
Nach Auffassung von Gwendolyn Sasse vermied Nawalny es bewusst, sich auf ein politisches Programm für die Zeit nach Putin festzulegen. Er habe nach seinen früheren politischen Äußerungen eine politische Verortung im System umgangen und konzentrierte sich auf taktische Schwerpunkte, die Zusammenarbeit der oppositionellen Kräfte und auf Wahlen. Ob er die Positionen, die auf Kritik stießen, aufgegeben hat oder nur nicht mehr öffentlich vertrat, könne man nicht genau wissen.

### Nationalistische Positionen
Der britische Economist berichtete im Dezember 2011, dass Nawalny sich selbst als „nationalistischen Demokraten“ bezeichnete. Der Guardian schrieb über Nawalny, er habe als einer der wenigen Oppositionspolitiker mit seinem Nationalismus und Charisma die Fähigkeit, nicht nur „Moskauer Hipster“, sondern auch die Massen in den Provinzen anzusprechen. Der Politikwissenschaftler Gerhard Mangott bezeichnete ihn als unerschrockenen Aktivisten gegen Korruption, aber auch als „radikale[n] russische[n] Nationalist[en]“. 3sat berichtete im Januar 2012, dass Nawalny seinen Ruf als Nationalist inzwischen abzulegen versuche.
Im Jahr 2007 war er Mitbegründer einer russischen Bewegung, bekannt als NAROD (Das Volk), die der Einwanderungspolitik Priorität einräumte. Die Bewegung verbündete sich mit zwei nationalistischen Gruppen, der Bewegung gegen illegale Einwanderung (DPNI) und Großrussland, und schuf die Nationale Russische Bewegung, deren Co-Vorsitzender Nawalny war. Im gleichen Jahr verglich er Schamil Bassaew mit der Kakerlake aus Men in Black. Dabei erklärte er in einem Video, dass die Terroristen nicht mit einer Fliegenklatsche oder einem Pantoffel, sondern nur mit einer Pistole zu bekämpfen seien. Zum russisch-georgischen Krieg im Jahr 2008 stellte er sich auf die Seite Russlands. Nawalny schlug vor, alle georgischen Bürger aus der Russischen Föderation zu deportieren. 2011 verwendete Nawalny nationalistische Slogans und fiel als Redner auf diversen Kundgebungen rechter Gruppierungen auf. Kritisch äußerte er sich in seinem Blog zu der im Nordkaukasus vermeintlich gängigen Praxis, Blutrache auszuüben: „Leider haben die nordkaukasische Gesellschaft und alle Eliten nur eines gemeinsam: den Wunsch, den tierischen Gesetzen und Gebräuchen zu folgen. […] Ich bin kategorisch nicht damit einverstanden, dass irgendwelche Basmatschi durch Moskau rennen und gegenseitig Rache üben, indem sie mit Maschinengewehren aufeinander schießen. […] Wenn dies mein Land ist, dann will ich nicht, dass darin Regionen existieren, in denen Blutrache eine gewöhnliche und von der Gesellschaft akzeptierte Erscheinung ist.“ Laut Moscow Times sah er die illegale Immigration nach Russland als eines der größten Probleme des Landes an. Nawalny forderte die Einführung einer Visapflicht für Arbeitsmigranten aus Zentralasien. Am 22. Oktober 2011 nahm er am Russischen Marsch von Rechtsextremisten in Moskau teil, zu dessen Organisationskomitee er auch gehörte. Die taz schrieb Ende 2011, Nawalny schrecke nicht davor zurück, nationalistische Stimmungen in der russischen Gesellschaft für seinen Kampf zu instrumentalisieren. Im Oktober desselben Jahres wurden laut The Moscow Times etwa tausend Seiten der privaten E-Mails von Nawalny abgefangen und in einem anonymen russischen Blog veröffentlicht. Die E-Mails enthalten den Austausch mit liberalen Politikern, rechtsextremen Politikern (darunter Alexander Below) und mit Angehörigen der US-Botschaft in Russland.
Der ins Ausland geflüchtete Ökonom und Regierungsberater Sergej Gurijew bemerkte hingegen 2013 zu diesem Thema, Nawalny habe seine Einstellung zu Nationalisten geändert. Im Jahr 2013 verkündete Nawalny seine Sympathien gegenüber jenen, die die Vertreibung von Tschetschenen aus einer südrussischen Stadt forderten. Im selben Jahr, nachdem im Moskauer Bezirk Birjuljowo ethnische Unruhen ausgebrochen waren, die durch einen von einem Migranten begangenen Mord ausgelöst wurden, zeigte Nawalny erneut seine Sympathien für die Anti-Einwanderer-Bewegung. Der Spiegel berichtete im Jahr 2020, dass bei Nawalny – „bis auf die Forderung nach freiem Waffentragen“ – „vom Nationalisten und Fremdenfeind wenig geblieben“ sei. Im Juni 2020 sprach sich Nawalny wohlwollend zu den Black-Lives-Matter-Protesten aus. Radio Free Europe teilte 2021 mit, dass Nawalny in Interviews wiederholt erklärt habe, dass er seine früheren Kommentare oder Videos nicht bereue, und dass die Fähigkeit, sowohl Liberale als auch Nationalisten einzubeziehen, Teil seiner Stärke als Politiker sei.

### Annexion der Krim
In einem Interview mit Alexei Wenediktow von Echo Moskwy im Jahr 2014 erklärte Nawalny, dass die Krim Teil der Russischen Föderation sei, auch wenn sie „unter ungeheuerlicher Verletzung jeglicher internationaler Normen“ übernommen worden sei. Zur Lösung des Konflikts und zur Wiederherstellung der Gerechtigkeit sei ein erneutes, „normales“ Referendum der Krimbevölkerung über den Status der Krim erforderlich. Er kommentierte, die Loslösung der Krim sei auch von Vorteil für die Ukraine, weil die 2 Millionen prorussischen und konservativen Wähler der Krim die Antikorruptionsbewegung in der Ukraine gebremst hätten. Mitte 2017 erklärte er, den Anschluss der Krim an Russland nicht zu unterstützen, da die Ukraine und Russland das Budapester Memorandum unterzeichnet hätten. Es müsse ein „ehrliches“ Referendum stattfinden, da das Referendum über den Status der Krim von 2014 seiner Ansicht nach gefälscht gewesen sei. Im Februar 2023 erklärte er, dass er die Ukraine in den Grenzen von 1991, also mit der Krim, anerkenne und dass er die Ukraine in Ruhe lassen und entschädigen würde.

### Russischer Angriffskrieg gegen die Ukraine
Hinsichtlich des Donezbeckens erklärte Nawalny, im Falle einer Regierungsübernahme würde er sich an das Minsker Abkommen halten. Im Jahr 2017 unterstützte er die regionale Integration der Ostukraine an Russland und lehnte Waffenlieferungen des Westens an die Ukraine ab. Er begründete die Ablehnung damit, dass viele Kremlkritiker mit Beziehungen zum Westen noch mehr unter Druck geraten würden, wenn ihre Landsleute durch US-Waffen getötet werden. Nawalnys Meinung nach wäre eine Ausweitung von Sanktionen effektiver.
Als Russland begann sich auf eine umfassende Invasion der Ukraine vorzubereiten, am 22. Dezember 2021 veröffentlichte Nawalnys Team eine dokumentarische Untersuchung über die Korruption im Fall Alexander Borodai (den ersten Chef der Volksrepublik Donezk), in der die Russen aufgefordert wurden, sich nicht an Feindseligkeiten gegen die Ukraine zu beteiligen.
Am 2. März 2022 forderte Nawalny die russischen Bürger auf, täglich gegen die russische Invasion der Ukraine zu protestieren. Ende September 2022 teilte Nawalny in einem Gastbeitrag für die Frankfurter Allgemeine Sonntagszeitung seine Sichtweise der politischen Entwicklung Russlands seit den 1990er Jahren mit und formulierte einen potentiellen Lösungsweg für Russland aus dem „imperialen Autoritarismus“. In dem Gastbeitrag äußerte Nawalny die Ansicht, dass das Ziel im Ukraine-Krieg nicht nur die Niederlage der russischen Invasionsarmee sein müsse. Man müsse sich auch mit der Frage befassen, wie Russland nach einer Niederlage aussehen sollte. Es könne sonst sein, dass man es am Ende mit einem noch aggressiveren Regime in Russland zu tun haben werde und „einem Land, das von Ressentiments und imperialistischen Illusionen gepeinigt“ werde, „dessen von Sanktionen getroffene, aber immer noch riesige Volkswirtschaft im Zustand permanenter militärischer Mobilisierung“ stehe und „dessen Atomwaffen ihm bei internationalen Provokationen und Schachzügen jeder Größenordnung Straflosigkeit“ garantierten. Daher müsse das Endziel die Errichtung einer parlamentarischen Demokratie in Russland sein. Nur so könne sichergestellt werden, dass „Russland niemals wieder Kriege beginnen […] oder Krieg attraktiv finden“ werde.

## Bedeutung
Im Jahr 2011 gründete er die „Stiftung für Korruptionsbekämpfung“, eine im Juni 2021 wieder verbotene Nichtregierungsorganisation, die sich aus Spenden finanziert. Sie ermittelt laufend zur staatlichen Korruption in Russland und macht sie publik. Im Oktober 2012 wurde er an die Spitze eines neu geschaffenen Koordinierungsrates der russischen Opposition gewählt. Bei der Bürgermeisterwahl in Moskau im September 2013 erzielte er laut Regierung 27 Prozent der Stimmen und galt seitdem als unbestrittener Anführer der Anti-Putin-Opposition.
Von 2009 bis 2013 nahm er, auch als Redner, an den teils als rechtsextrem eingestuften Russischen Märschen teil. Später distanzierte er sich teilweise und bezeichnete sich selbst als „nationalistischen Demokraten“. Die zuvor bereits verbreiteten rechtsextremistischen Parolen allerdings wurden von ihm lediglich als weniger radikal klingend umformuliert, ohne sie tatsächlich inhaltlich zu verändern. Ab November 2013 war er Vorsitzender der Kleinpartei Russland der Zukunft.
Im Juli 2013 wurde Nawalny in einem Prozess wegen Unterschlagung zu fünf Jahren Haft verurteilt; im Oktober 2013 wurde diese Strafe zur Bewährung ausgesetzt. Nach einer Entscheidung des Europäischen Gerichtshofs für Menschenrechte (EGMR) im Februar 2016 setzte der Oberste Gerichtshof Russlands das Urteil aus und es kam zur Neuaufnahme des Prozesses, in der er im Februar 2017 erneut zu fünf Jahren Haft auf Bewährung verurteilt wurde. Im Jahr 2013 wurde ihm sein Status als Anwalt entzogen. In der Folgezeit profilierte sich Nawalny mit mehreren öffentlichkeitswirksamen Aktionen als Kämpfer gegen Korruption. Im März und im Juni 2017 sowie am 7. Oktober des Jahres – dem Geburtstag des russischen Präsidenten Putin – organisierte er landesweite Proteste gegen Korruption und gegen die Regierung unter Medwedew, an denen zehntausende Menschen teilnahmen. Dabei wurden zahlreiche Demonstranten vorübergehend festgenommen und auch er selbst im Juli 2017 wegen angeblichen Verstoßes gegen das Versammlungsrecht für 25 Tage verhaftet.
Im Dezember 2016 kündigte Nawalny seine Kandidatur bei der Präsidentschaftswahl im März 2018 an. Im Oktober 2017 urteilte der Europäische Gerichtshof für Menschenrechte, dass die Verurteilung Nawalnys rechtswidrig sei und dass dem Verurteilten 55.000 Euro Schadensersatz zu zahlen seien. Am 25. Dezember 2017 erklärte die Zentrale Wahlkommission Russlands seine Kandidatur für nicht zulässig und begründete dies mit seiner Verurteilung zu einer Bewährungsstrafe. Daraufhin rief er seine Anhänger zum Boykott der Präsidentschaftswahl auf.
Am 20. August 2020 wurde Nawalny Opfer eines Giftanschlages mit einem Nowitschok-Nervenkampfstoff. Er wurde in der Omsker Klinik vom stellvertretenden Chefarzt für Anästhesiologie und Reanimation, Sergej Maksimischin, und vom Leiter der Abteilung für Traumatologie und Orthopädie, Rustam Agischew, zwei Tage lang behandelt, ins künstliche Koma versetzt und auf Veranlassung seiner Familie in die Berliner Charité verlegt. Im September 2020 wurde er aus dem künstlichen Koma geholt und konnte noch im selben Monat das Krankenhaus verlassen. Er blieb zur Erholung in Deutschland.
Nawalny flog im Januar 2021 nach Moskau, wurde am Flughafen festgenommen und per Gerichts-Eilentscheid für 30 Tage in Untersuchungshaft genommen. Die russische Strafverfolgung hatte ihn zur Fahndung ausgeschrieben, weil er gegen Bewährungsauflagen aus dem Fall Yves Rocher verstoßen habe.
Nach seiner Festnahme entwickelten sich in Russland landesweit Proteste. Am 2. Februar 2021 wurde er von der kurz vorher ausgetauschten Richterin Natalja Repnikowa (1972–2022), dem Antrag der Generalstaatsanwältin Jekaterina Frolowa folgend, zu dreieinhalb Jahren Straflager verurteilt. Nawalny war in der Strafkolonie Nr. 2 in der Kleinstadt Pokrow 100 km östlich von Moskau inhaftiert. Da er bereits während des früheren Verfahrens zehn Monate in Hausarrest saß, wurde diese Zeit auf die noch zu verbüßende Haft angerechnet. Während der Strafhaft verschlechterte sich sein Gesundheitszustand drastisch.
Der Europäische Gerichtshof für Menschenrechte (EGMR) forderte am 17. Februar 2021 seine unverzügliche Freilassung, was Justizminister Konstantin Tschujtschenko als eine „klare und grobe Einmischung“ in die Arbeit der Justiz eines souveränen Staates bezeichnete. Es gebe nach russischem Recht keine Grundlage, „diese Person“ aus der Haft zu entlassen. Der Leiter der russischen Delegation bei der Parlamentarischen Versammlung des Europarates, Pjotr Tolstoi, wies auf eine Verfassungsänderung aus dem Sommer 2020 hin, die russisches Recht über internationales Recht stelle. Russland denke gar nicht daran, der Forderung des EGMR nachzukommen.
Die Vergiftung und Verhaftung von Nawalny wie auch die massenhaften Verhaftungen und Einschränkungen bei Demonstrationen sind aus Sicht der Parlamentarischen Versammlung des Europarates keine nationalen Angelegenheiten Russlands, sondern haben völkerrechtliche Dimensionen, die auch den Europarat betreffen.

## Rezeption in der Bevölkerung

Plakat mit der Aufschrift: „Einiges Russland – Partei der Gauner und Diebe!“

Nawalny prägte die Bezeichnung „Partei der Gauner und Diebe“ (russisch партия жуликов и воров) für die russische Regierungspartei „Einiges Russland“. Diese satirische Antonomasie wurde von großen Teilen der Bevölkerung sehr schnell übernommen. Eine Umfrage von 2013 ergab, dass etwa 40 Prozent der Russen die regierende Partei „Einiges Russland“ für eine „Partei der Gauner und Diebe“ hielten.
2009 ernannte die Zeitung Wedomosti Nawalny zur Person des Jahres. Im Oktober 2010 wurde er unangefochten Erster in einer nicht-offiziellen und nicht-repräsentativen Online-Wahl eines neuen Moskauer Bürgermeisters, die die Zeitungen Kommersant und Gazeta.ru durchführten. Er erhielt etwa 30.000 Stimmen oder 45 %, vor Boris Nemzow mit 8000 oder 14 % aller 67.000 Stimmen.
Nawalnys Unterstützer finden sich hauptsächlich in den großen Städten des Landes. Im Dezember 2011 schrieb der Economist, dass Nawalny in Russland eine weitgehend unbekannte Figur sei. Lediglich 7 Prozent der Russen könnten mit seinem Gesicht etwas anfangen. Im März 2017 war sein Bekanntheitsgrad auf 55 Prozent gestiegen. Diese Steigerung beruhte auf dem Film Für euch ist er kein Dimon (Originaltitel: Он вам не Димон) über Dmitri Medwedew, den 7 Prozent der Befragten gesehen und von dem weitere 31 Prozent gehört hatten.
Im Dezember 2020 waren rund 78 Prozent der vom russischen Meinungsforschungsinstitut Lewada-Zentrum befragten Russen über Nawalnys Vergiftung informiert. Deren Meinung dazu war abhängig vom Informationskanal. Junge Menschen – welche sich im Internet informierten – machten häufiger die Behörden verantwortlich (34 %) als ältere Personen über 55 Jahre (9 %), welche sich über das Fernsehen informieren ließen und überwiegend an eine Form von Inszenierung (40 %) oder Handlungen westlicher Geheimdienste (26 %) glaubten.
Im Februar 2022 und 2023 veröffentlichten Umfrageergebnissen des unabhängigen Lewada-Zentrums zufolge befürworteten 14 % (Anfang 2022) bzw. 9 % (Anfang 2023) aller befragten Russen Nawalnys oppositionelle Aktivitäten.

## Auszeichnungen
- 2021: M100 Media Award mit Nawalnys Antikorruptionsteam, entgegengenommen durch den Politiker und Nawalny-Vertrauten Leonid Michailowitsch Wolkow. Die Laudatio hielt FDP-Chef Christian Lindner.[386]
- 2021: Sacharow-Preis für geistige Freiheit des Europäischen Parlaments,[387] entgegengenommen von seiner Tochter Daria Nawalnaja.[388]
- 2023: Bambi in der Kategorie Mut, entgegengenommen von Julija Nawalnaja[389]
- 2024: Dresden-Preis für das Ehepaar Alexei Nawalny (postum) und Julia Nawalnaja[390][391]

## Dokumentarfilme
- 2015: Tschaika, investigativer Dokumentarfilm[22]
- 2017: Für euch ist er kein Dimon, investigativer Dokumentarfilm
- 2021: Ein Palast für Putin, investigativer Dokumentarfilm
- 2021: Florian Huber: Der Fall Nawalny Director's Cut (zweiteilig) in der ZDFzeit-Mediathek. Dokumentation (58 Min.), abrufbar bis 16. Februar 2029
- 2022: Nawalny, Dokumentarfilm von Daniel Roher
- 2024: Igor Sadreev, Alexandr Urzhanov: Becoming Nawalny – Putins Staatsfeind Nr. 1, Dokumentarfilm
- 2024: Navalny: Russia’s Lost Hope, Dokumentarfilm von Piers Garland.[392] Verfügbar auf YouTube[393]

## Musik
- 2024 sagte Nadeschda Tolokonnikowa, Nawalny habe sie dazu inspiriert, die Gruppe Pussy Riot zu gründen.[394]
- 2025 veröffentlichten die Pet Shop Boys das Stück Hymn (In memoriam Alexei Navalny).[395]

## Memoiren
Nawalny schrieb in seinen letzten Lebensjahren an seinen Memoiren. Diese wurden am 22. Oktober 2024 unter dem Titel Patriot – Meine Geschichte durch den Verlag Alfred A. Knopf veröffentlicht. Die deutschsprachige Ausgabe erschien zeitgleich im S. Fischer Verlag und trägt den Titel Patriot. Meine Geschichte.
- 2024: Alexej Nawalny: Patriot: Meine Geschichte. S. Fischer Verlag, Frankfurt am Main 2024, ISBN 978-3-10-397682-3.